# Архітектура Білорусі

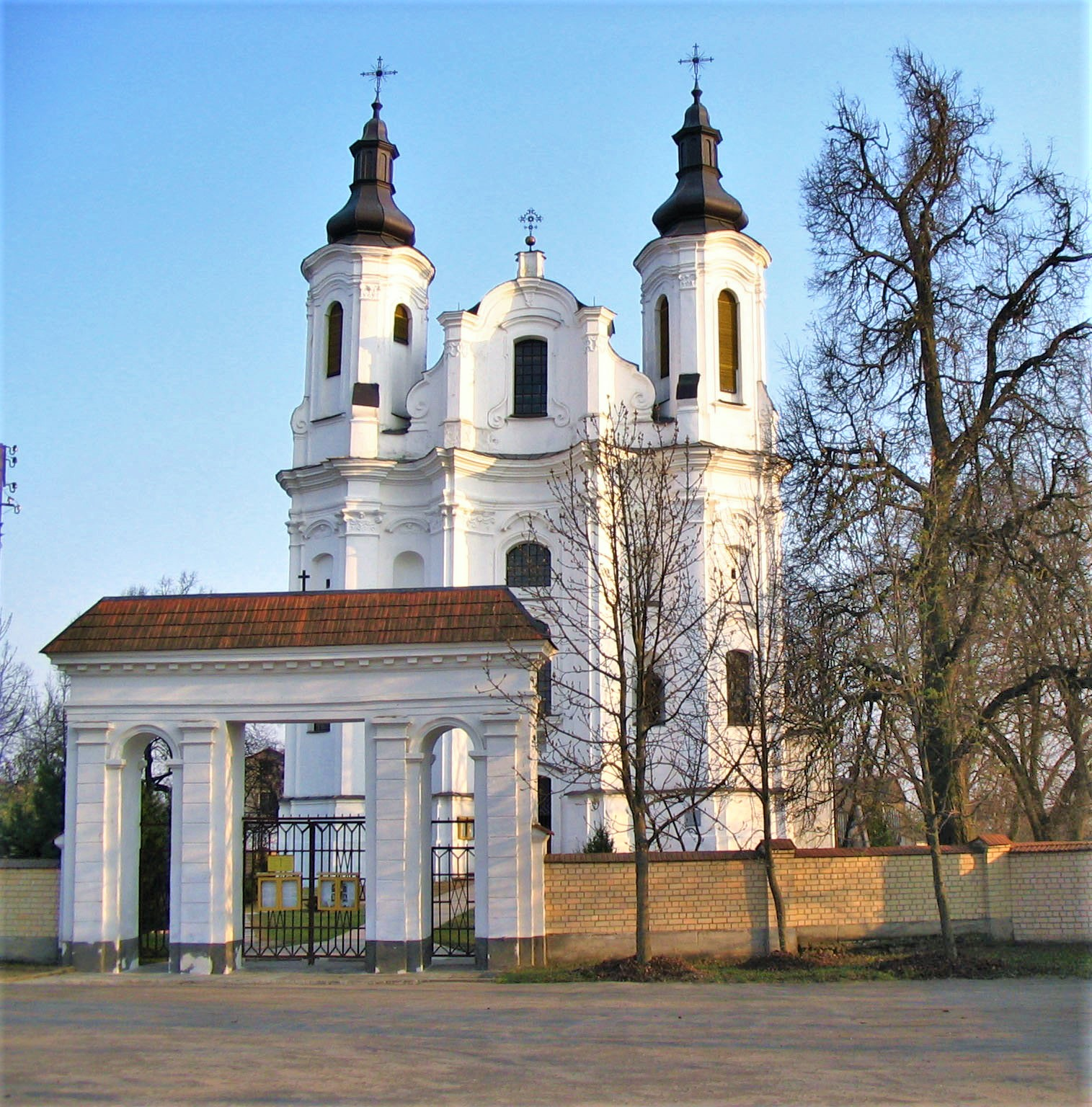
Слонім. Костел святого Андрія, 1775.

Архітектура Білорусі — сучасні та історичні пам'ятки, що мають архітектурну та історичну значимість.

## Загальна характеристика

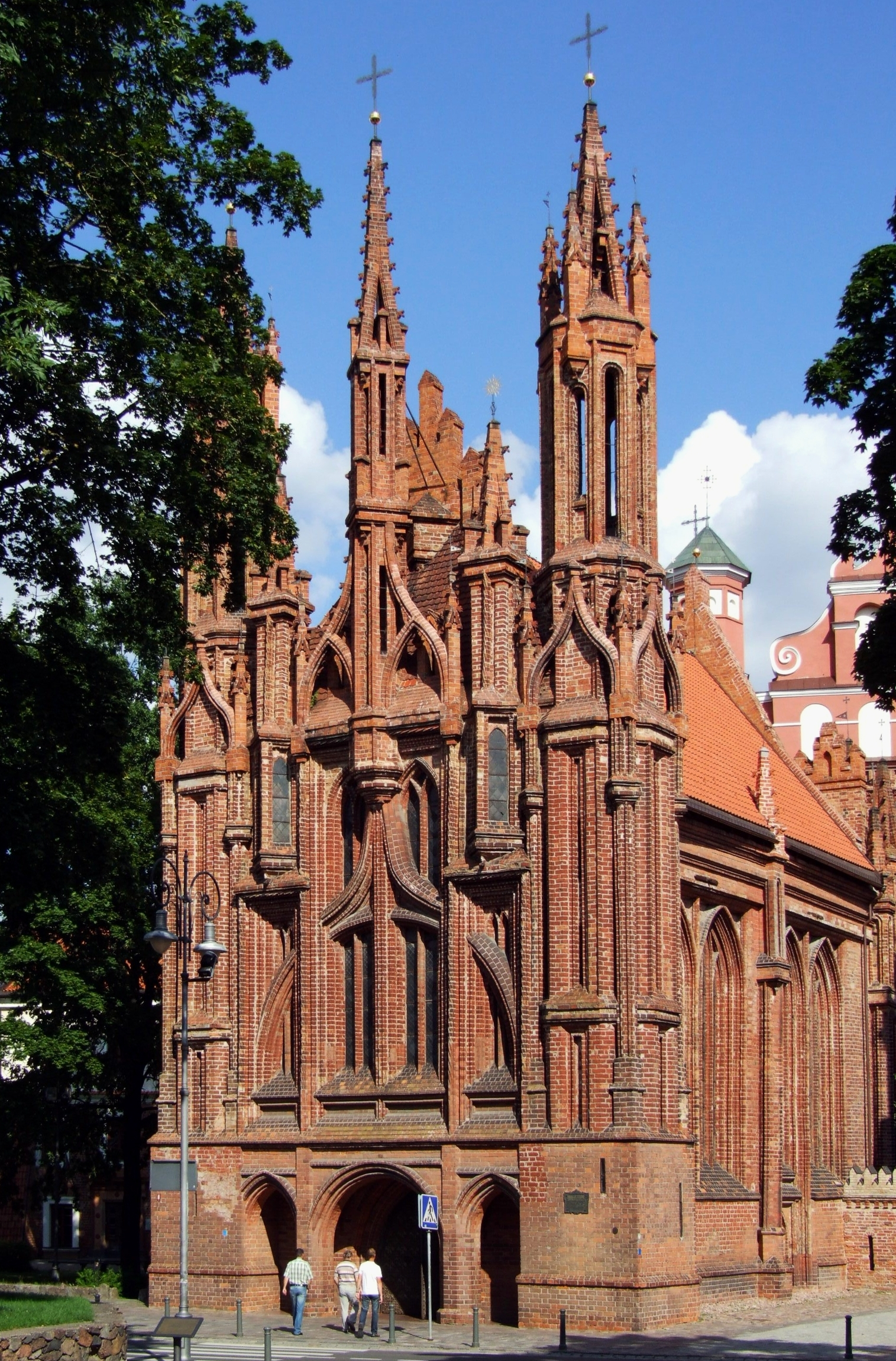
Церква Св. Анни, Вільнюс

Довгий період відсутності власної державності та затримка консервативних, феодальних за формою політичних настанов спричинили надто повільний рух культури Білорусі і формування білоруської нації. Землі Білорусі століттями силоміць були включені в інші державно-національні утворення, що значно вплинуло на архітектурну ситуацію в країні. Вже на початку 14 ст. землі Білорусі входять до складу Литви, потім до складу Речі Посполитої.
З кінця 18 століття частка земель Білорусі підпорядкована Російській імперії.
Помічено два потужних впливи на мистецьку ситуацію в країні:
- давньоруські впливи (11-13 ст.),
- західноєвропейські впливи (з 14 ст. до 19).

## Давньоруський період

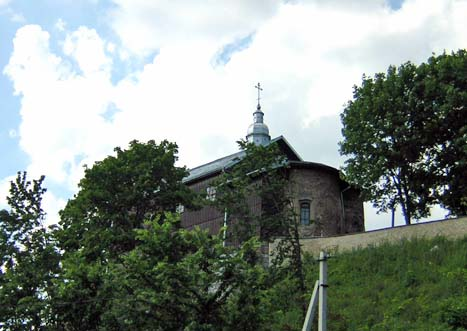
Борисоглібська церква, м. Гродно

З виникненням Давньоруської держави зі столицею у місті Київ, землі сучасної Білорусі увійшли до її складу. Виникає декілька великих міст на перехресті торговельних шляхів — Вільно, Полоцьк, Гродно. Архітектура була переважно дерев'яною. Кам'яними були лише церкви та фортеці. До найдавніших зразків кам'яної архітектури на теренах Білорусі належать:
- Борисоглібська церква в місті Гродно, (Коложська), 12 ст.
- собор у місті Полоцьк(значно перебудований в добу бароко), 11 ст.
- собор Спасо-Єфросинівського монастиря, м. Полоцьк, 1159 р.
- Кам'янецька вежа.

Відносний дефіцит природного каменю спонукав використовувати цеглу разом з валунами. В мурах Брисоглібської церкви знайдені також шліфовані брили каменю, використані з декоративною метою. Тинькування стін не використовували.
Велика кількість лісів спонукала до широкого використання дерева в будівництві. Але пожежі, війни та недосконалість засобів зберігання дерев'яної архітектури призвели до її масового зникнення.

## Архітектура 14-16 ст

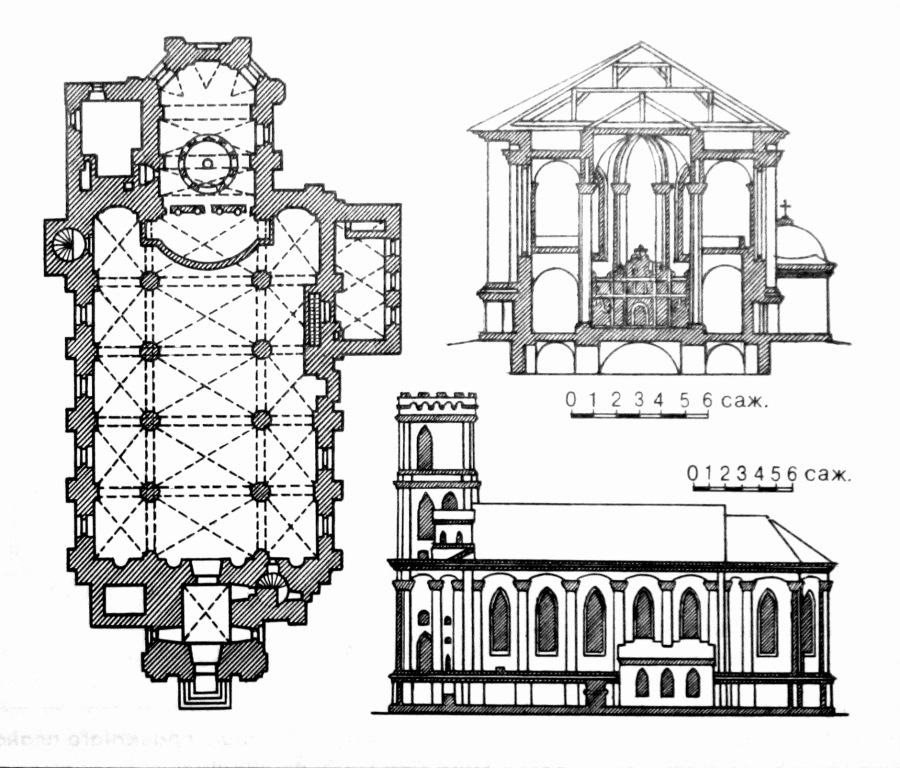
Гродно, костел Найсвятішої Діви Марії, поземний план, розріз і бічний фасад.

Територія Білорусі часто була місцем міжусобних сутичок та воєн, що в першу чергу спонукало до створення оборонних споруд. З 14 ст. розпочався процес формування суто білоруського мистецтва і архітектури. Вже у 15-16 ст. великі міста отримують магдебурзьке право, розпочато будівництво замків, ратуш, приходських храмів. Головні будівлі виходять на прямокутні торговельні площі. Замки будують переважно кам'яними, а посади захищають дерев'яними мурами з вежами, підсиленими ровами.
Дерев'яні замки Білорусі давно зникли. Кам'яні замки 14 ст. у містах Ліда, Крево, Гродно — вибудовані з цегли та валунів, мають внутрішній двір, оточений мурами та квадратними вежами. Замкові храми в Білорусі (на відміну від церков і соборів в Україні та Московії) обслуговували тільки релігійні потреби феодала та його васалів.
Лише на початку 16 століття фортечна архітектура Білорусі поступово втрачає суворі, середньовічні форми. Збільшується репертуар декору за рахунок арок та арочних западин, вікон, ренесансних фронтонів. Збільшуються житлові приміщення кам'яних замків, де виникають бенкетні зали зі стриманим ренесансним декором і симетрією (декор палацу Стефана Баторія в Старом замку, м. Гродно)
Сакральна дерев'яна архітектура Білорусі зникла. Серед збережених зразків кам'яної сакральної архітектури 16 ст. почесне місце посіла церква в Синковичах. За поземним планом — це типова тринавна споруда з трьома апсидами, майже повністю схожа з поземними планами Успенського собору в місті Володимир-Волинський (Україна), чи Георгіївський собор Юр'єва монастиря у Великому Новгороді. Але широке використання веж, місцевих засобів кладки та форм оборонних споруд робить її унікальною та близькою до готичних, а не до давньоруських споруд.
На тлі поруйнованих церков і соборів виділяється збереженістю і кам'яна церква Різдва Богородиці в селі Мурованка 16-го століття, (нині Гродненська обл., Щучинський р-н). Виконана в місцевому варіанті пізньої готики, церква зберегла оборонний характер, усі чотири кутові вежі. Колись вхід до церкви зачиняли залізні двері, які додатково зміцнювали металевою гирсою, яку спускали зверху ланцюгами. Фасади церкви реставровані, відновлене часткове тинькування, що межує з червоною цегляною кладкою, яке була характерне для пізньоготичних споруд.
Готичні форми мав і кам'яний костел в місті Гродно. Сильно пошкоджений в роки 2-ї світової війни, в підрадянській Білорусі він не був відновлений, а розібраний — до фундаментів.

## Замки в Білорусі

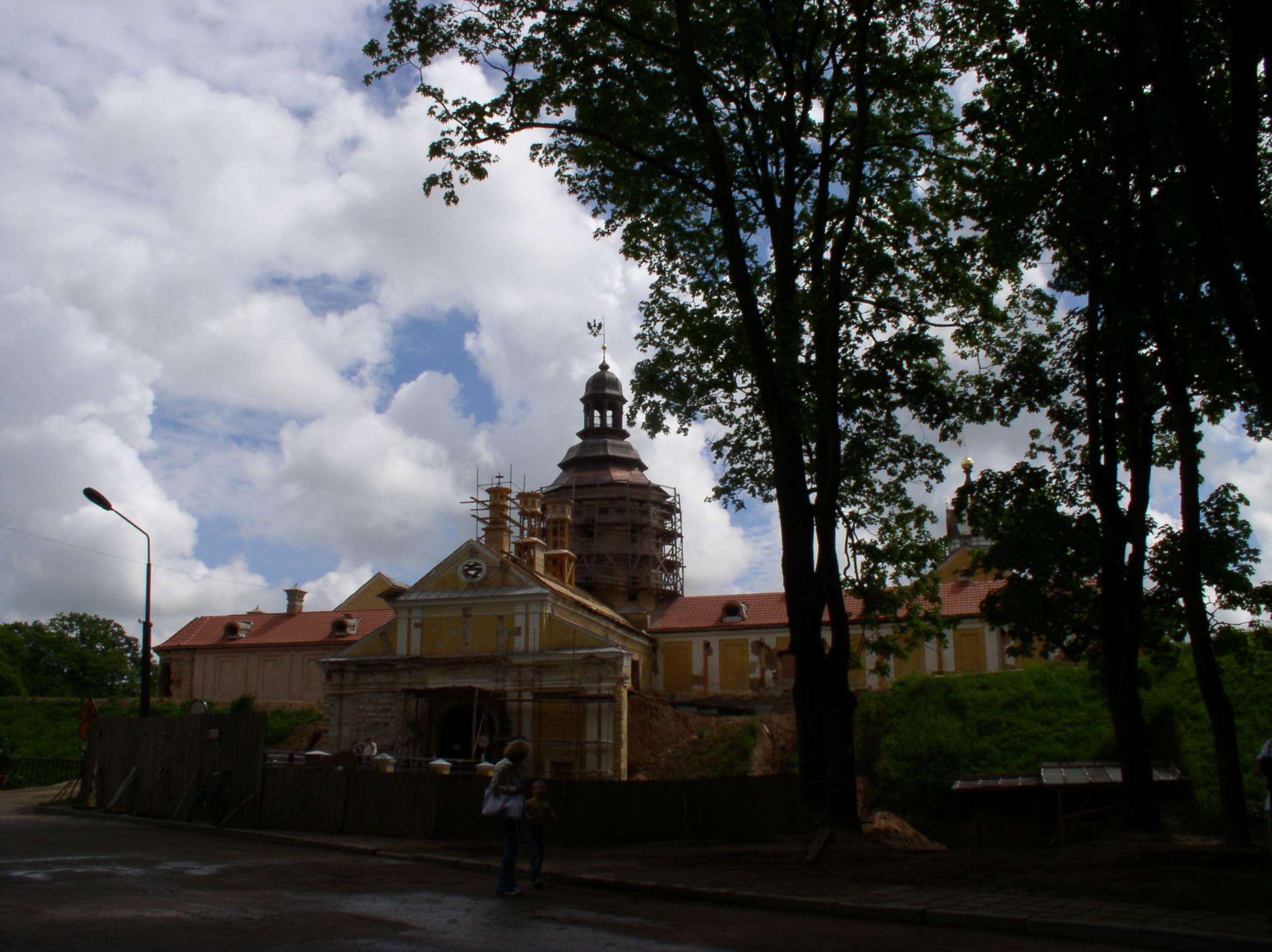
Несвізький замок

Замки Білорусі — уславлена сторінка історії архітектури. Вони руйнувалися впродовж військових дій і відновлювались та перебудовувались з урахуванням нових вимог. З втратою оборонних функцій частка замків Білорусі занепала і стала руїнами (Ліда, Крево, Пінськ, Полоцьк), найменша частка перебудована в магнатські резиденції (Мир, Несвізький замок). До найкращих зразків магнатських резиденції, перебудованих в стилі бароко та класицизм, належить Несвізький замок, який в сучасній Білорусі активно реставрують.

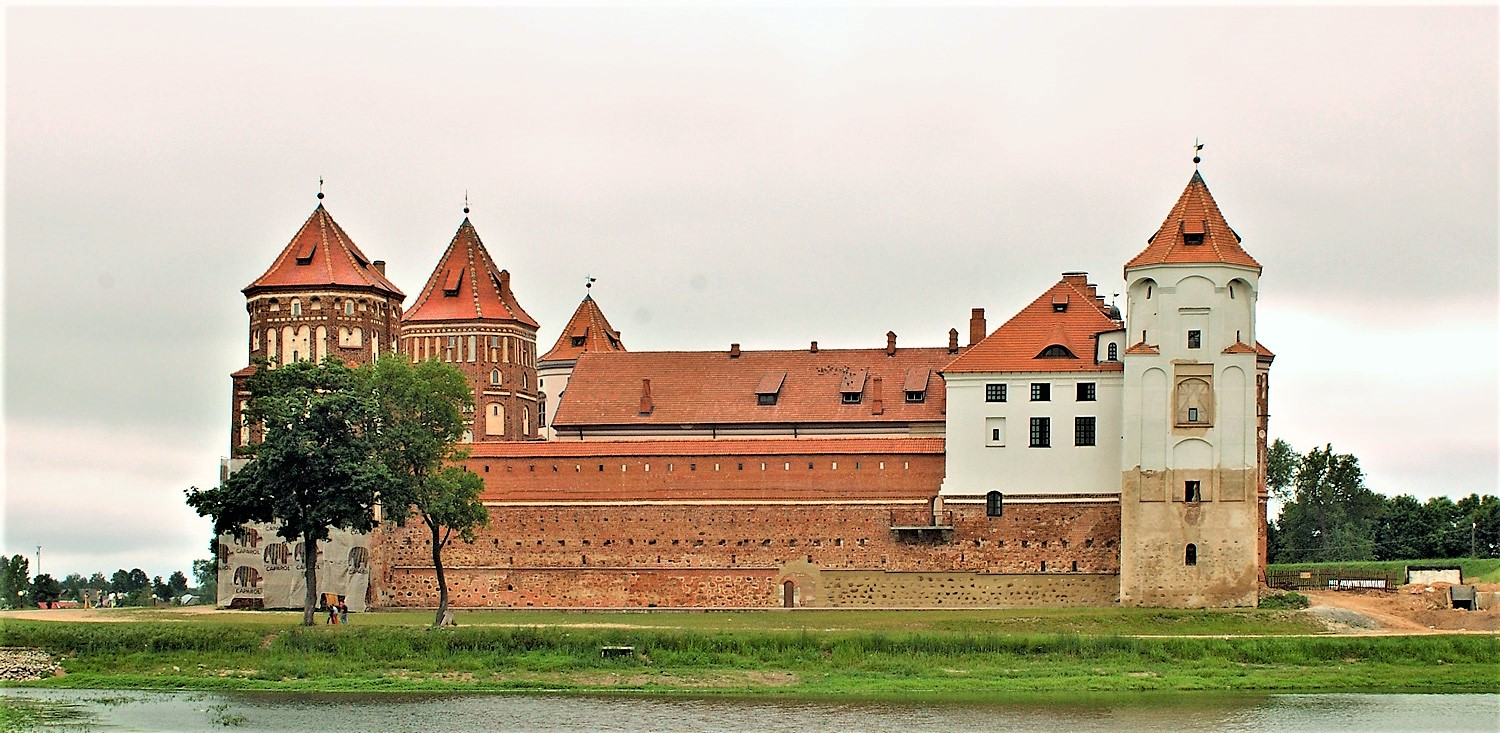
Мірський замок після реставрації.
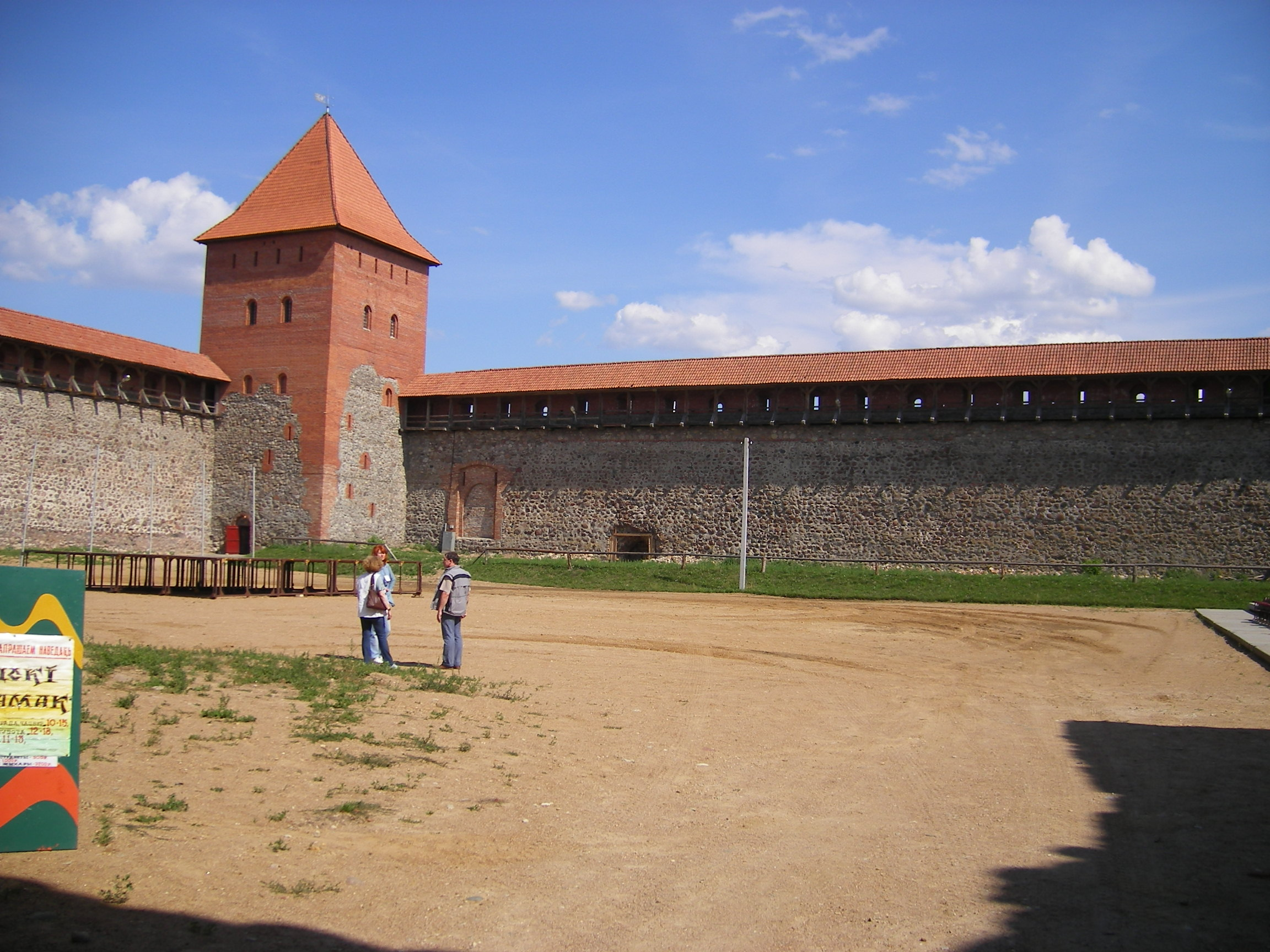
Замок Гедіміна, Ліда.
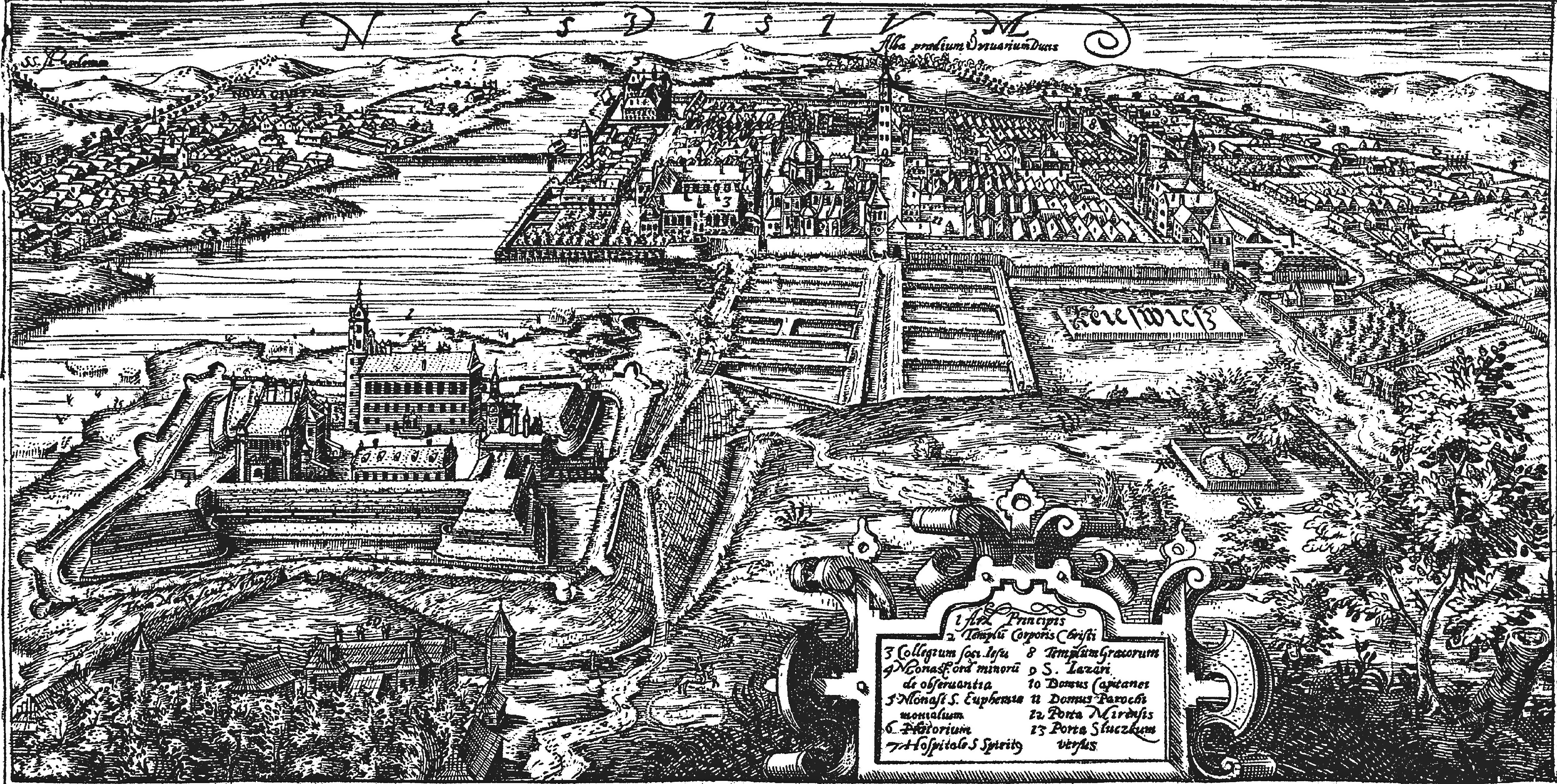
Несвізький замок і місто у 17 ст., гравюра

## Споруди віленського бароко

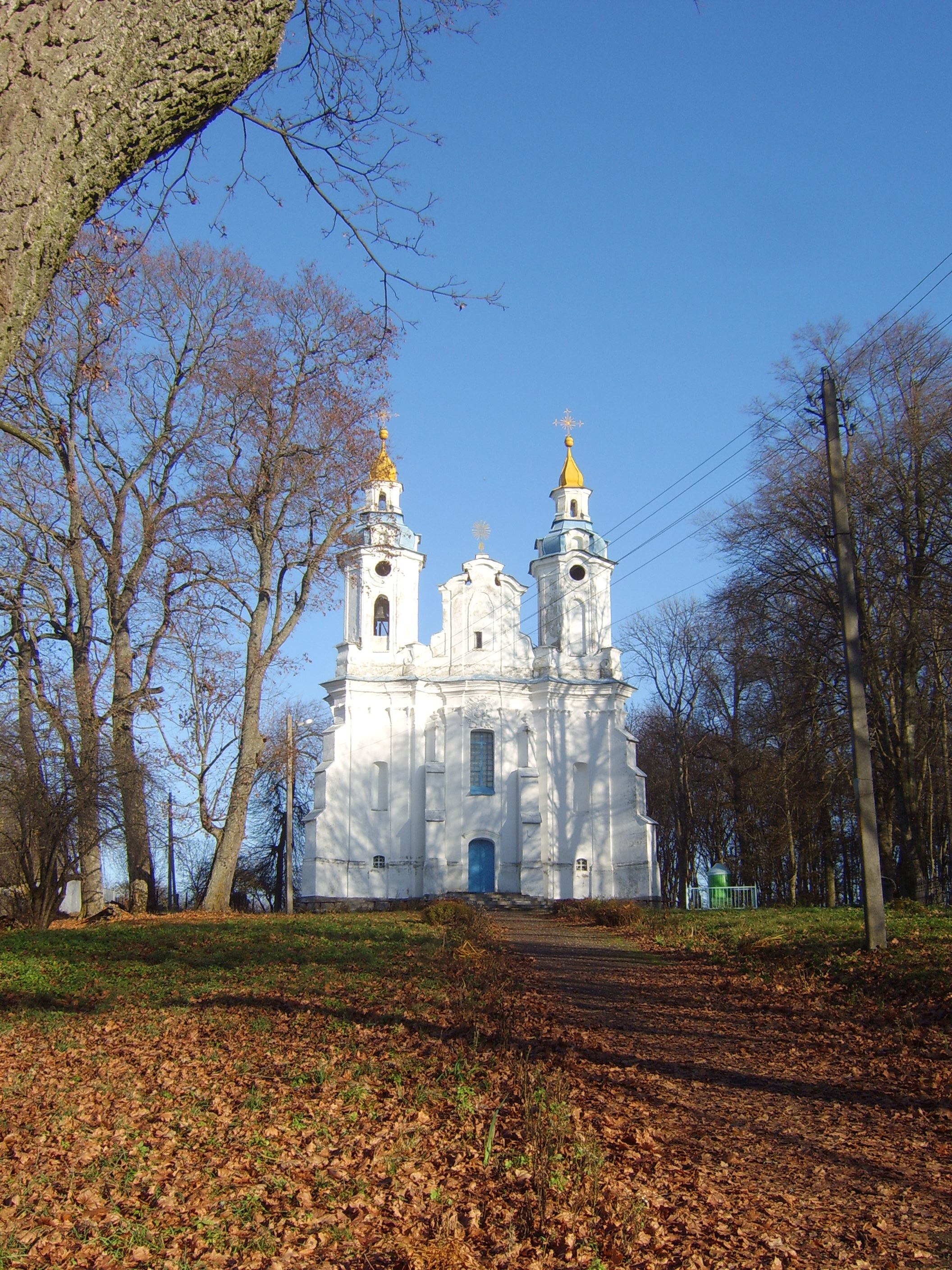
Вольна, Барановицький район, церква Святої Трійці.

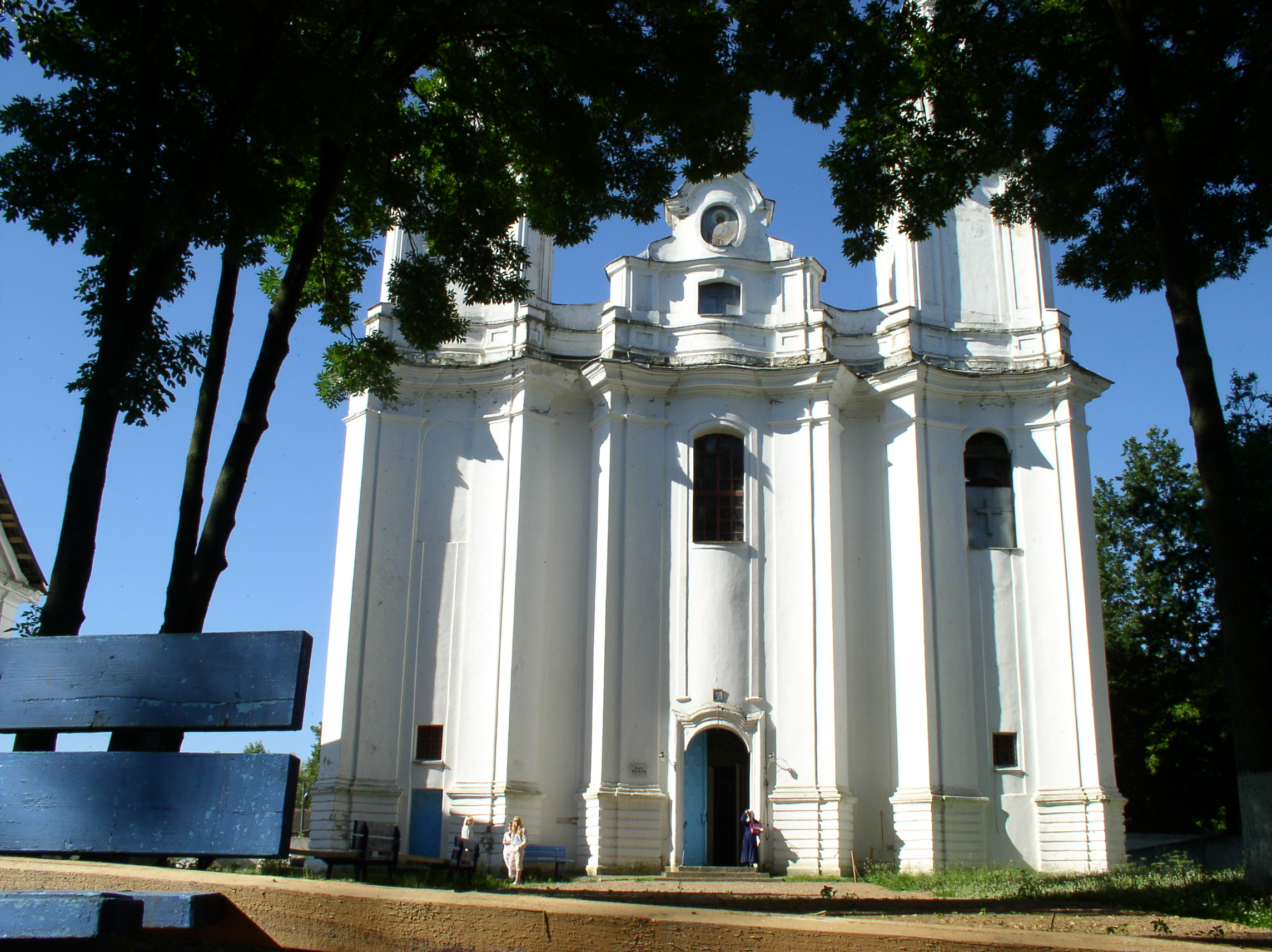
Талачін, Білорусь. Церква Покрови.
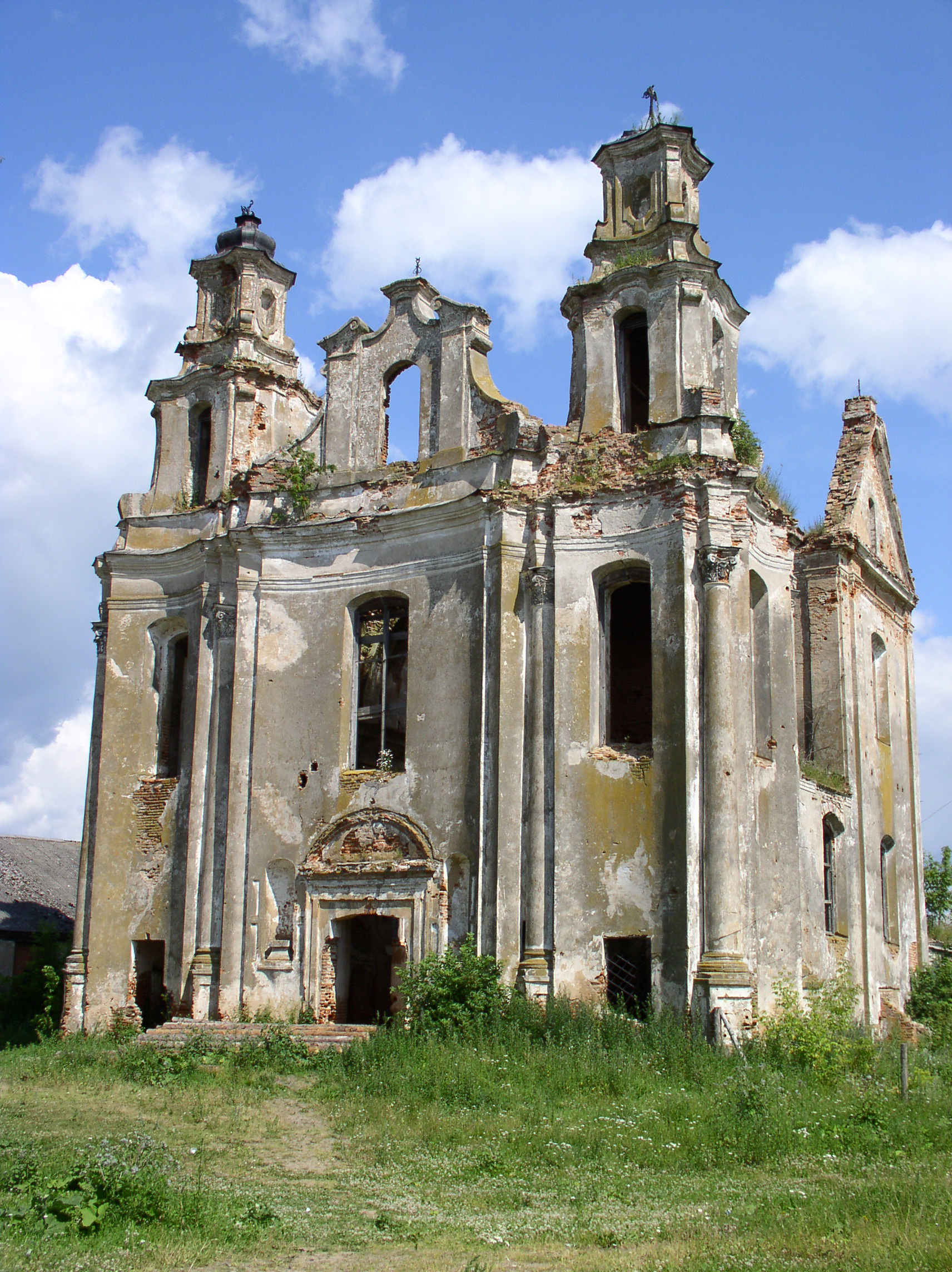
Смаляны, Беларусь. Костел Найсвятішої Панни Марії
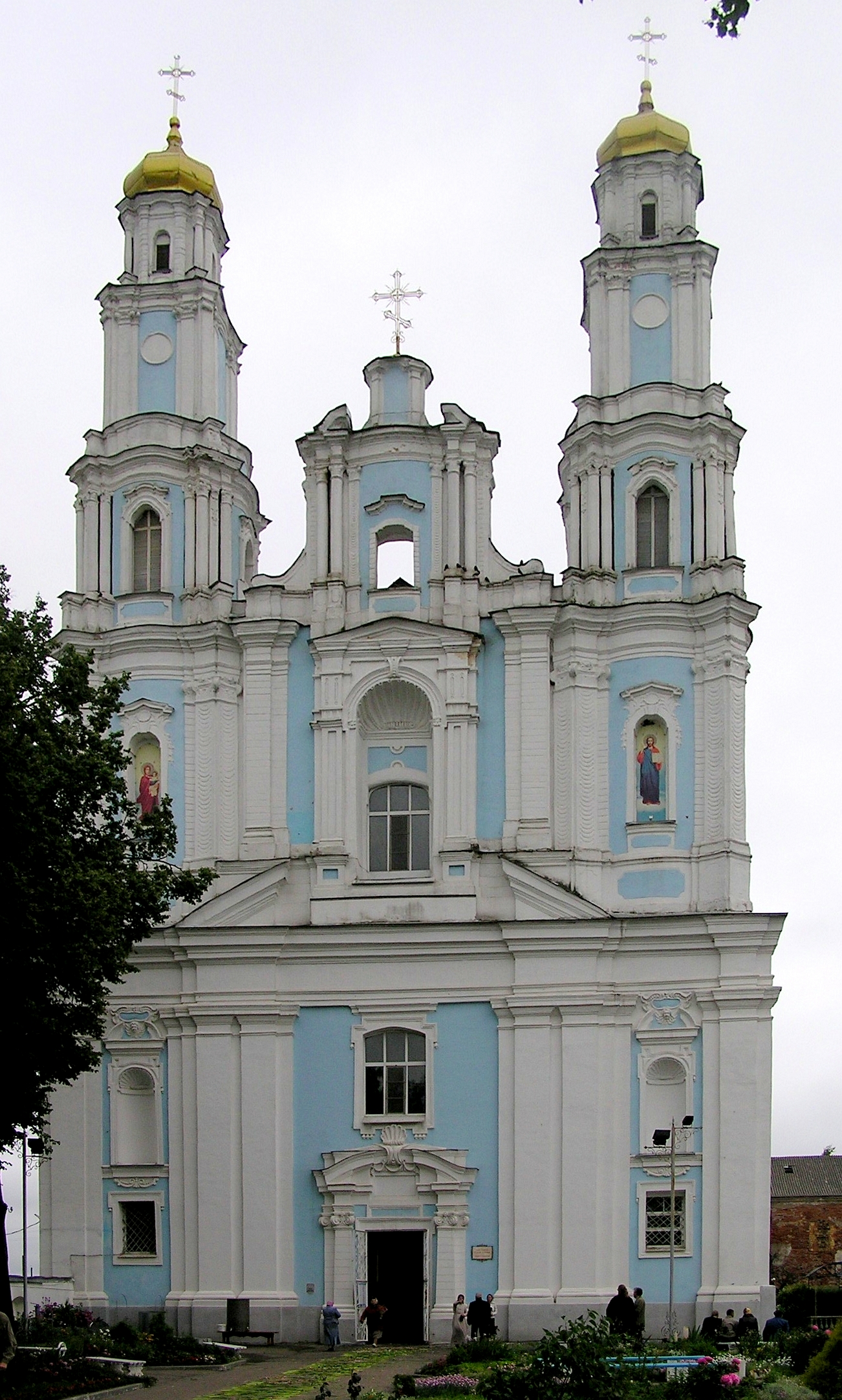
Місто Глибоке, Вітебська обл. Собор Різдва Пресвятої Богородиці.
Собор Різдва Пресвятої Богородиці, поземний план. Місто Глибоке.
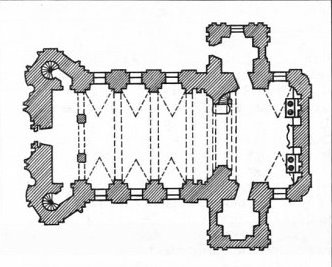
Поземний план фарного костелу Св. Андрія, Слонім
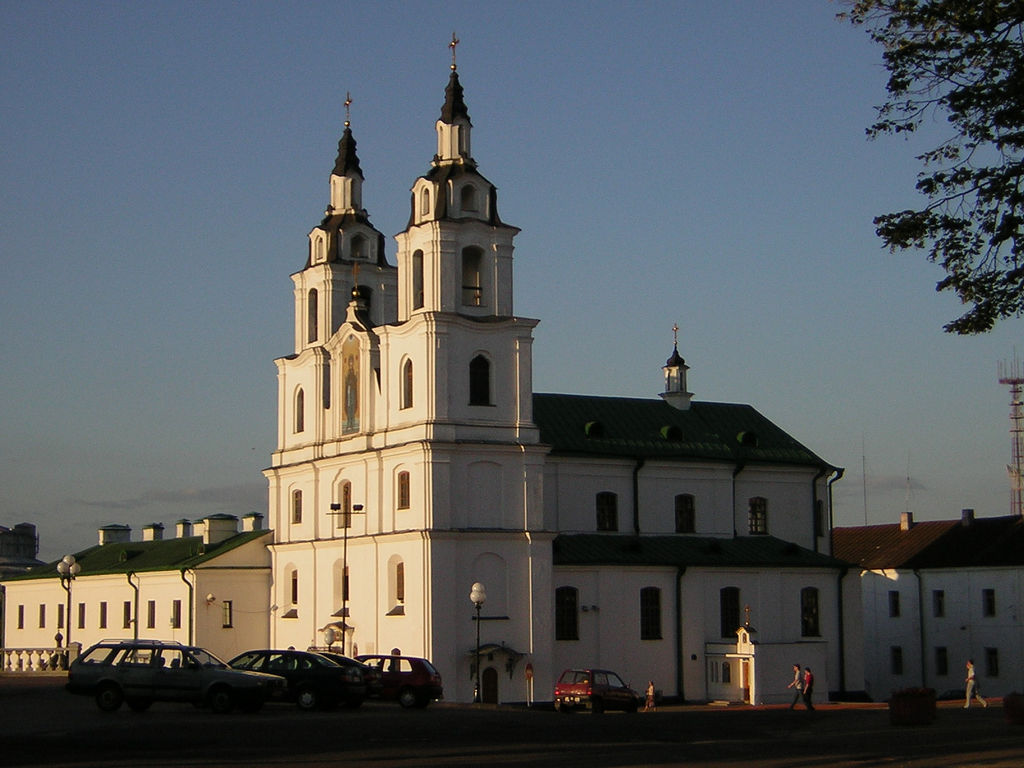
Мінськ, костел Святого Духа.
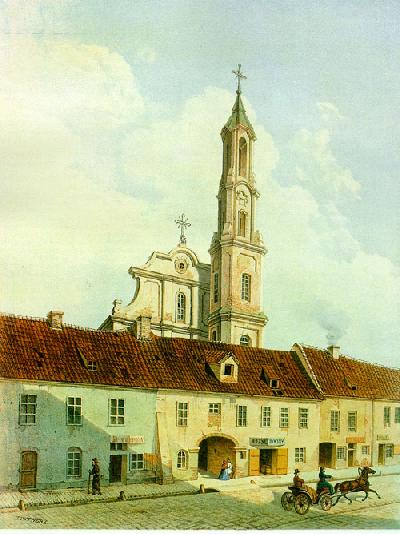
Вільно, церква Св. Миколая
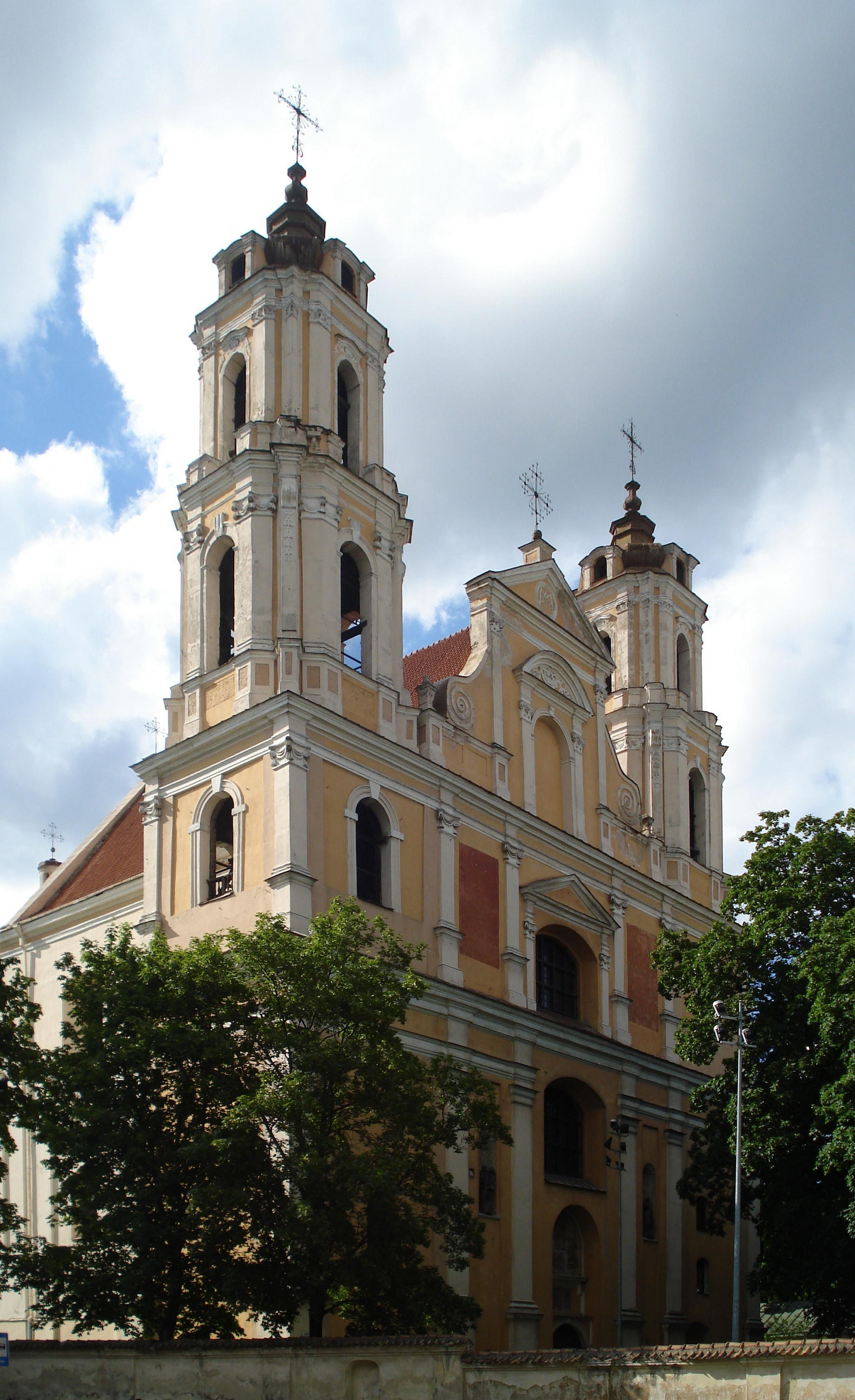
Вільно, церква Святих Якуба та Філіпа
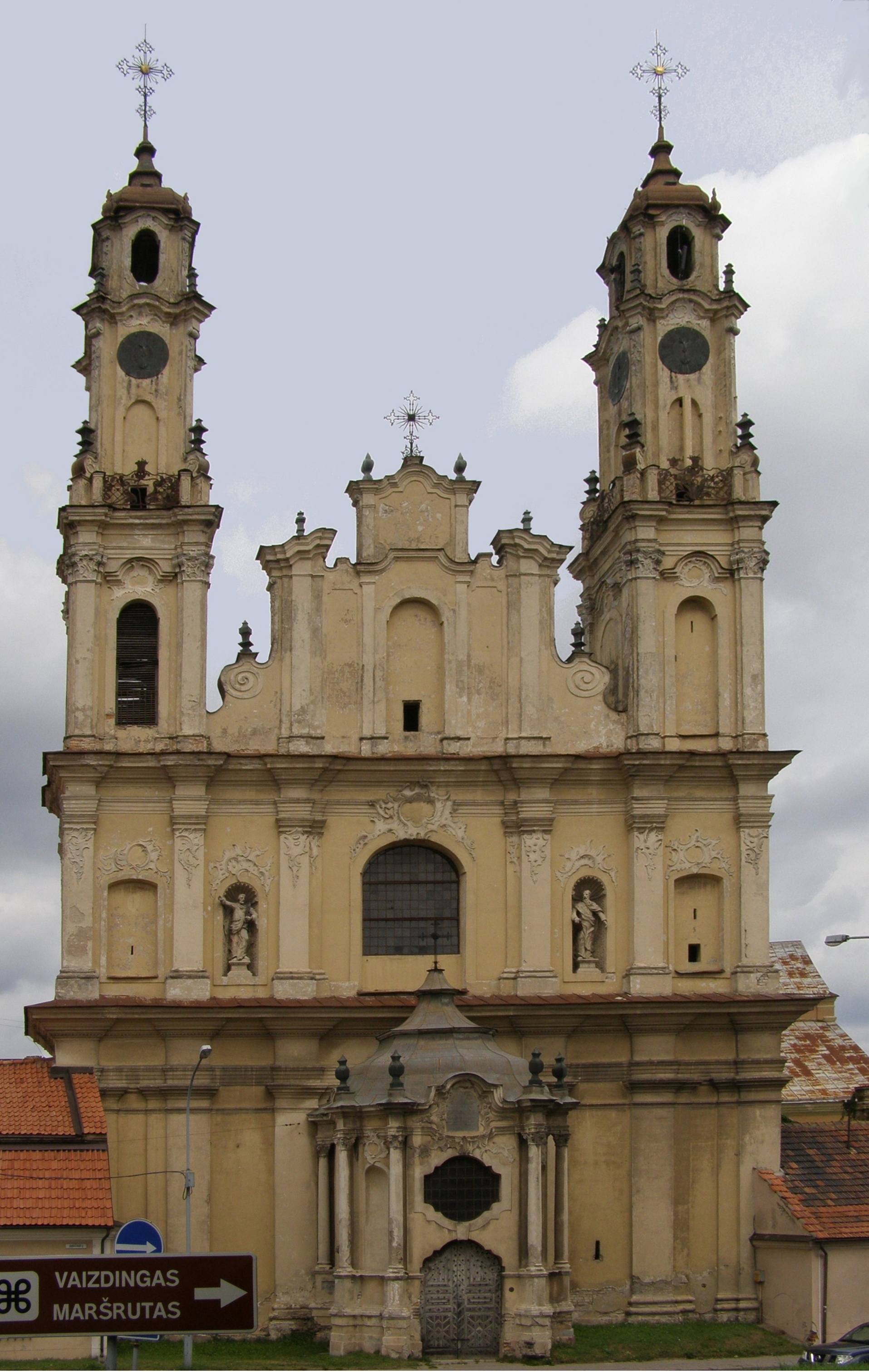
Вільно, церква Вознесіння
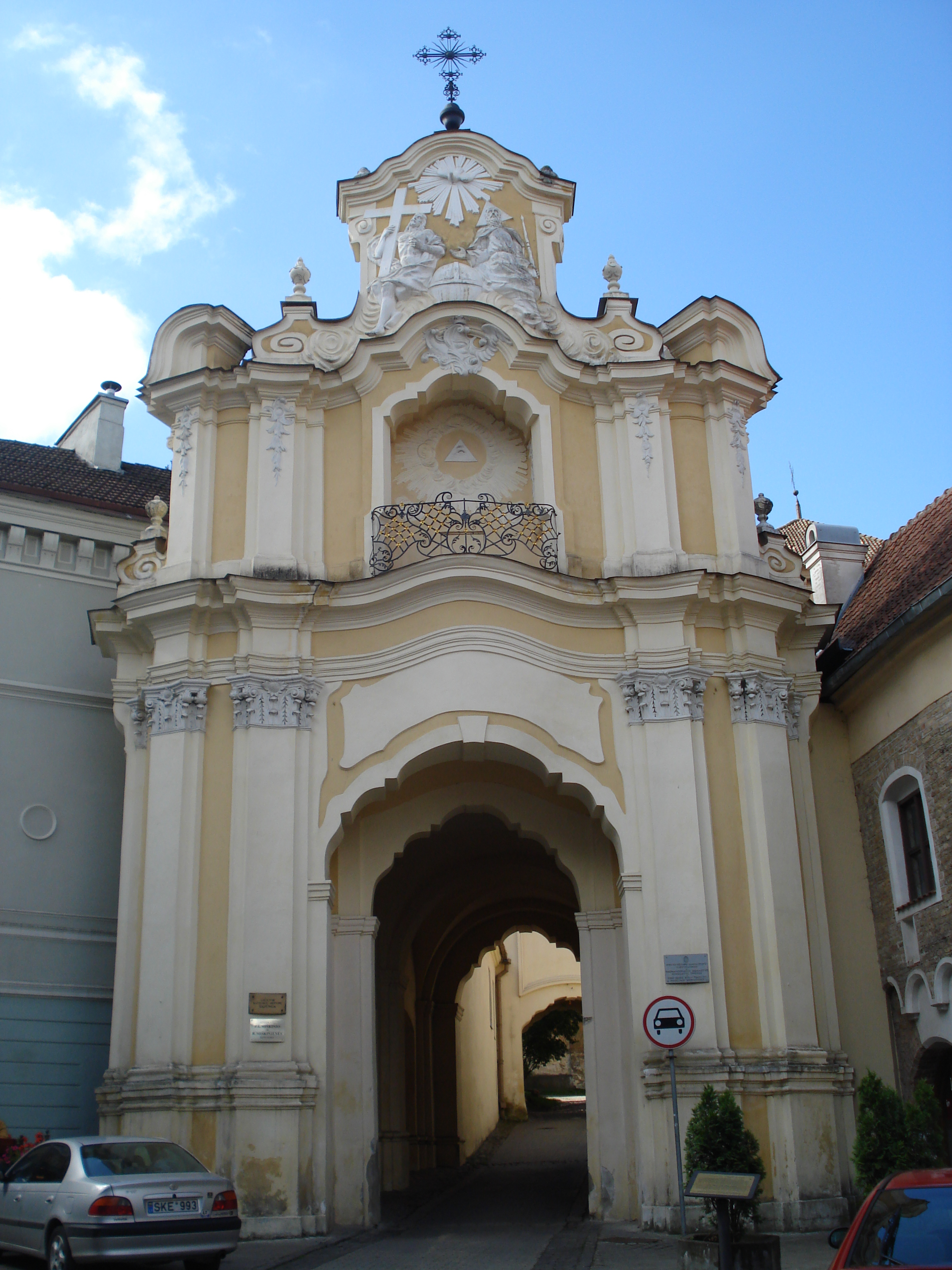
Вільно, брама монастиря василіан Св. Трійці.
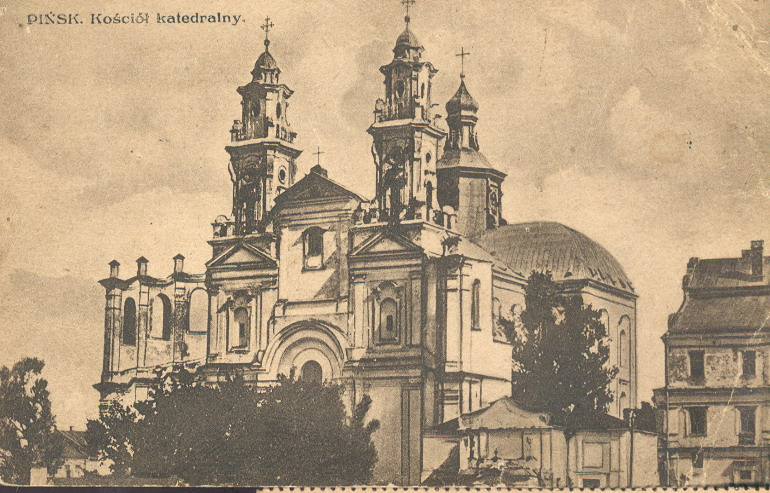
Пінськ, костел єзуїтів
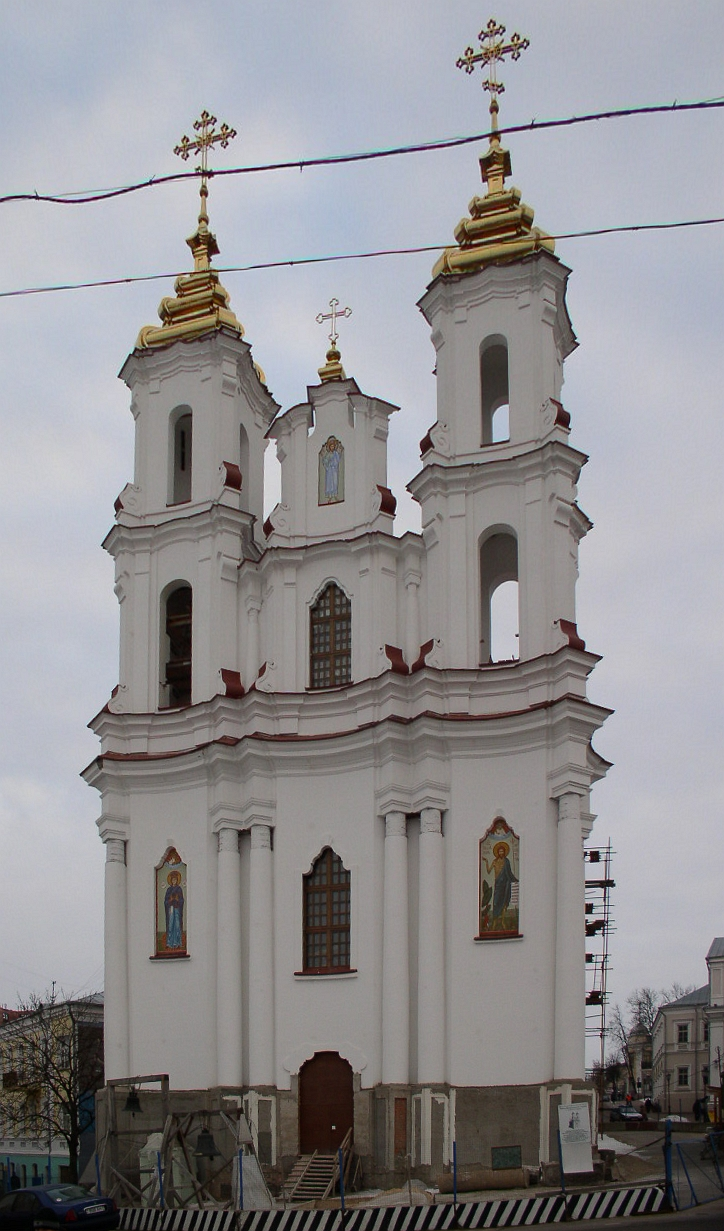
Вітебськ, церква Воскресіння Христового.
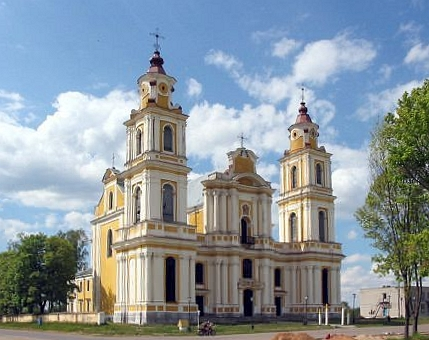
Будслав, костел Вознесіння Пресвятої Богородиці, Мінська обл.

## Бароко

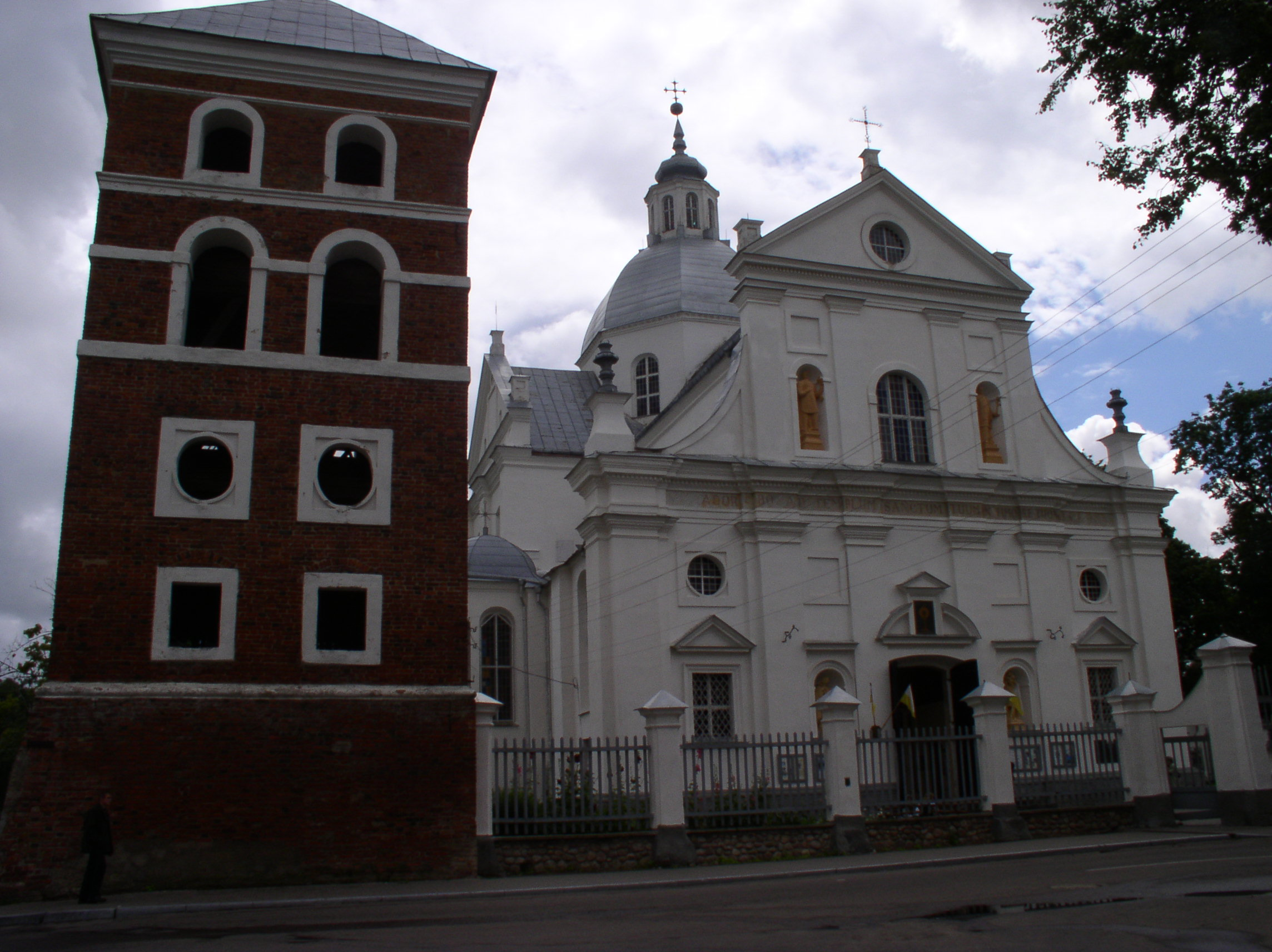
Фарний костел, Насвіж.

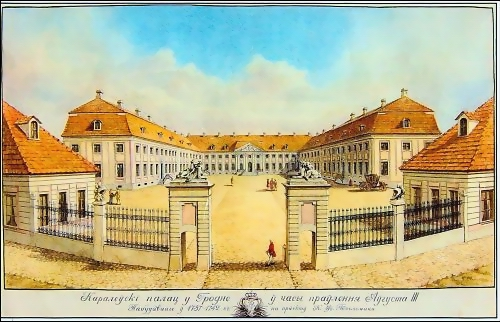
Новий замок у Гродно

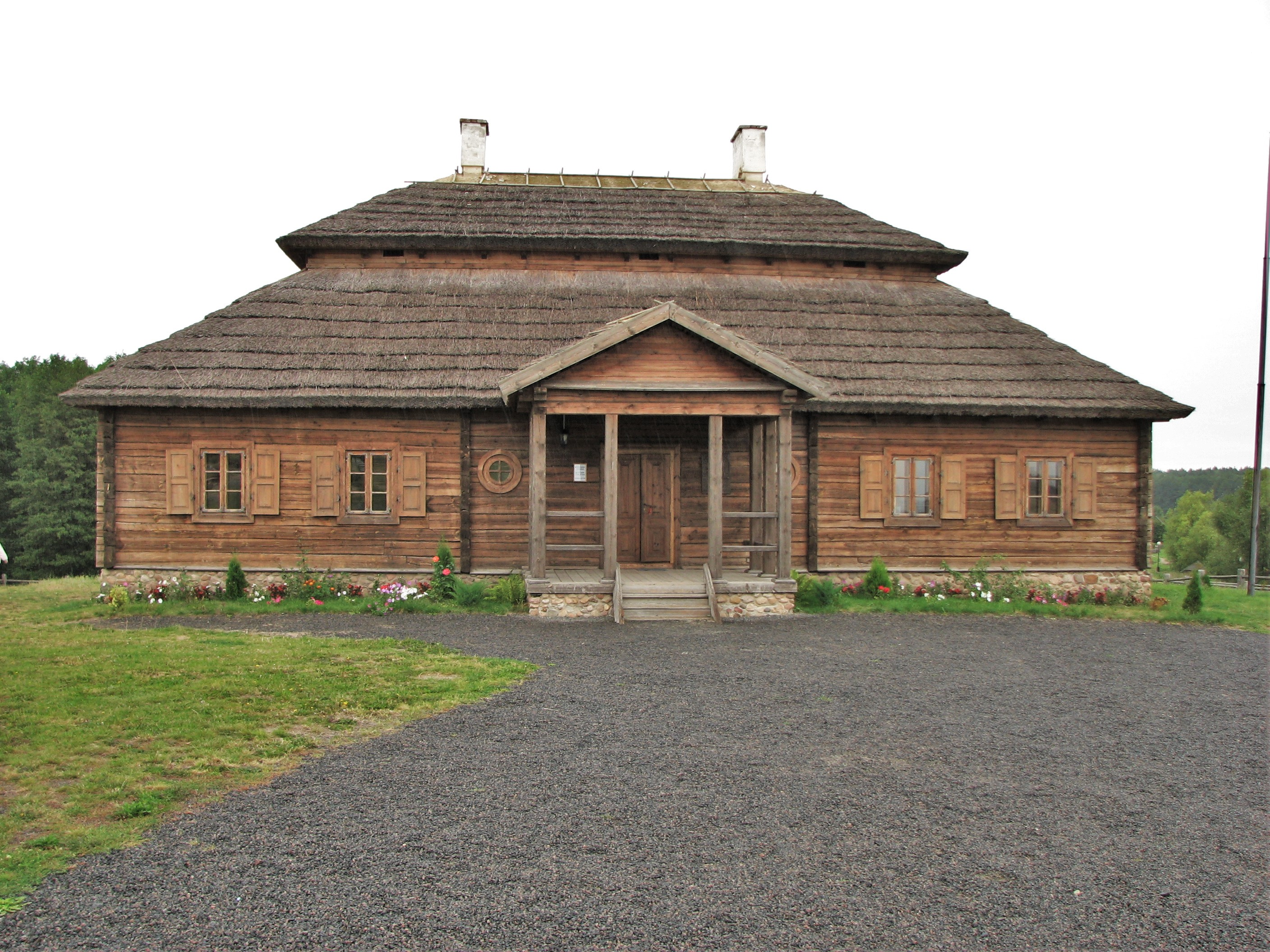
Музей-садиба Тадеуша Костюшка. Реставраційна копія споруди початку 18 ст., (бароко), Білорусь, Івацевицький район, Брестська область

Доба відродження практично не відбилася в архітектурі Білорусі. Дух відродження, його велич і потяг до краси світу успадкувало бароко. Частка магнатських родин Білорусі виявила прихильність до протестантизму, серед них і Радзівілли. Посилення католицького впливу та полонізація магнатських родин навернули до католицизму і Радзівіллів. Паломницька подорож у Рим, перебування там змінили релігійні переконання Миколая Христофора Радзівілла «Сиротки». Той повернувся з Риму і став замовником двох перших релігійних споруд у стилі раннього бароко, випередивши в цьому навіть єзуїтів Кракова. Його коштом створені — * Костел єзуїтів у Несвіжі
- Колегіата Св. Трійці (Олика, сучасна Україна)

Обидві споруди створені за італійськими проєктами і переважно під керівництвом італійських архітекторів. Храм в Олиці створено за проєктом Бенедетто Моллі, Джованні Маліверна і вибудовано у 1635—1640 рр.
Костел єзуїтів у Несвіжі вибудував архітектор, єзуїт Ян Марія Бернардоні, будівництво тривало дещо раніше — у 1586—1601 рр. Споруда відкрила нову сторінку в архітектурі Білорусі, започаткувавши і новий стиль (бароко), і новий тип (хрестово-купольна базиліка), і нові архітектурні технології.
Пізніше в Білорусі отримав поширення місцевий варіант стилю — віленське бароко.
До найкращих зразків світських споруд в стилі пізнього бароко належить резиденція роду Сапег — Ружанський замок — палац. Комплекс створений за проєктом архітектора Яна Самуеля Беккера. На початку 1780-х рр. володар започаткував велике будівництво й перебудував старе укріплення в блискучий палацово-парковий комплекс. Виник величний комплекс споруд з палацом, двома флігелями та парадною брамою, до якої прибудували кордегардію для почесної варти. Увесь комплекс оточувала наскрізна колонада, що утворювала величезний почесний двір перед палацом магната. В Західному флігелі розмістили збірку картин Сапег, Східний під одним дахом мав Манеж для коней та театр. Взірцем для театральної зали узяли залу театру родини Фарнезе в місті Парма (Італія). За тодішньою модою, мав володар і власну бібліотеку і архів.

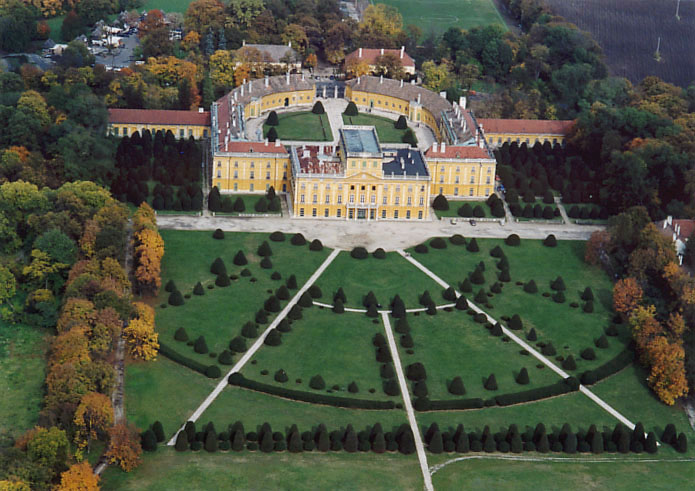
Палац Естерхазі, Угорщина

Унікальним на теренах Білорусі був сад бароко, створений на північній стороні Ружанського замку. Він нагадував віяло, покладене на землю. Його теж створив Ян Самуель Беккер. Сад бароко починався з заокругленої галявини перед парковим фасадом палацу і мав радіально-кільцеве розпланування. Кожна з алей саду закінчувалась парковим павільйоном, серед яких був і театр просто неба. Сад був знищений раніше за палац і відомий лише за описами. В повоєнні роки 20 ст. його забудували приватними будинками.
Подібне розпланування саду бароко в Центральній Європі має палац Естерхазі у Фертеді, Угорщина, але він значно простіший, ніж сад бароко Ружанського палацу.
Комплекс надзвичайно пошкоджений і тільки на початку 21 століття прийняте рішення по відновленню його споруд.

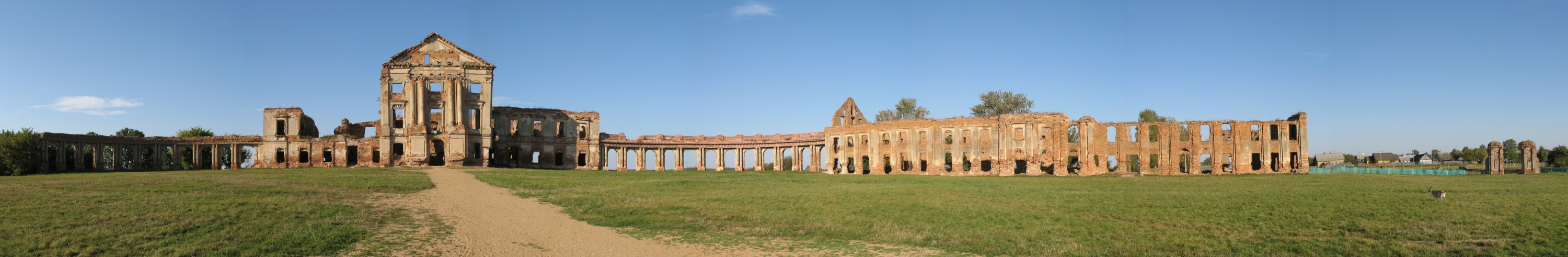
Ружанський палац, стан на 2008 р.

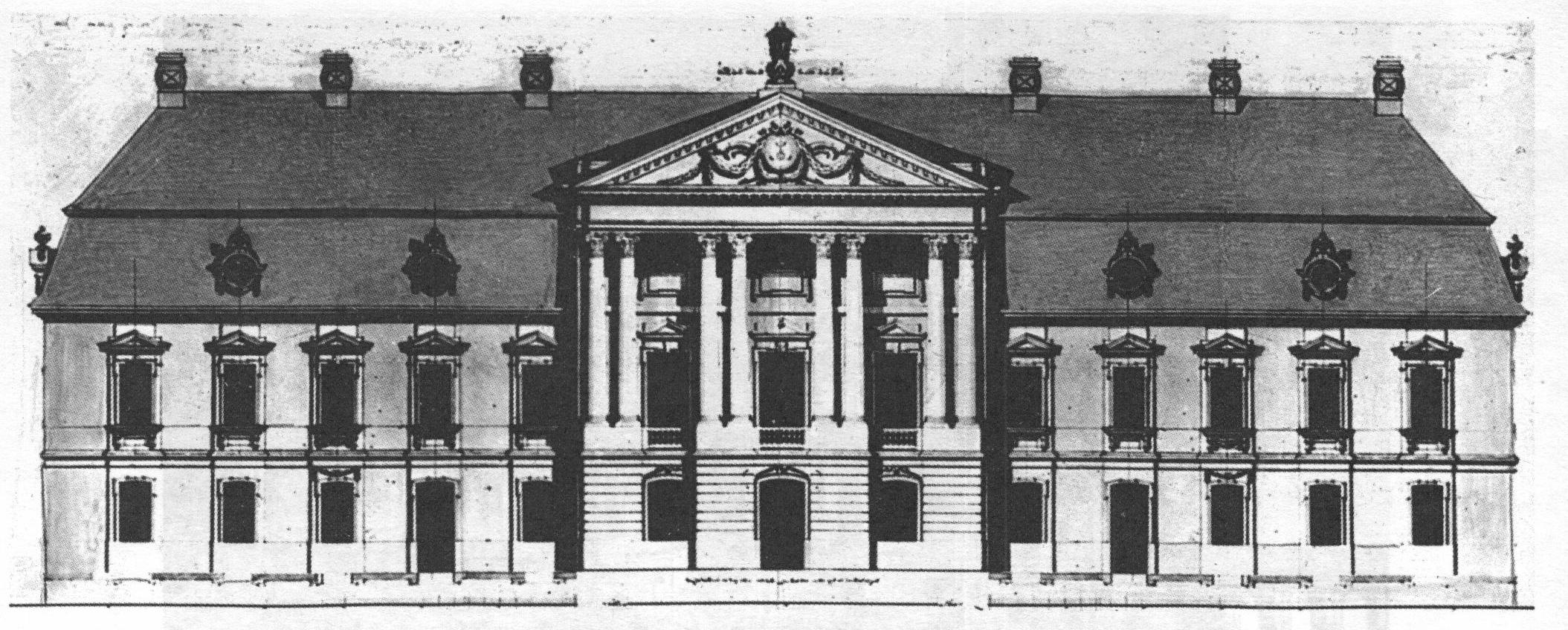
Фасад Ружанського палацу, проєкт
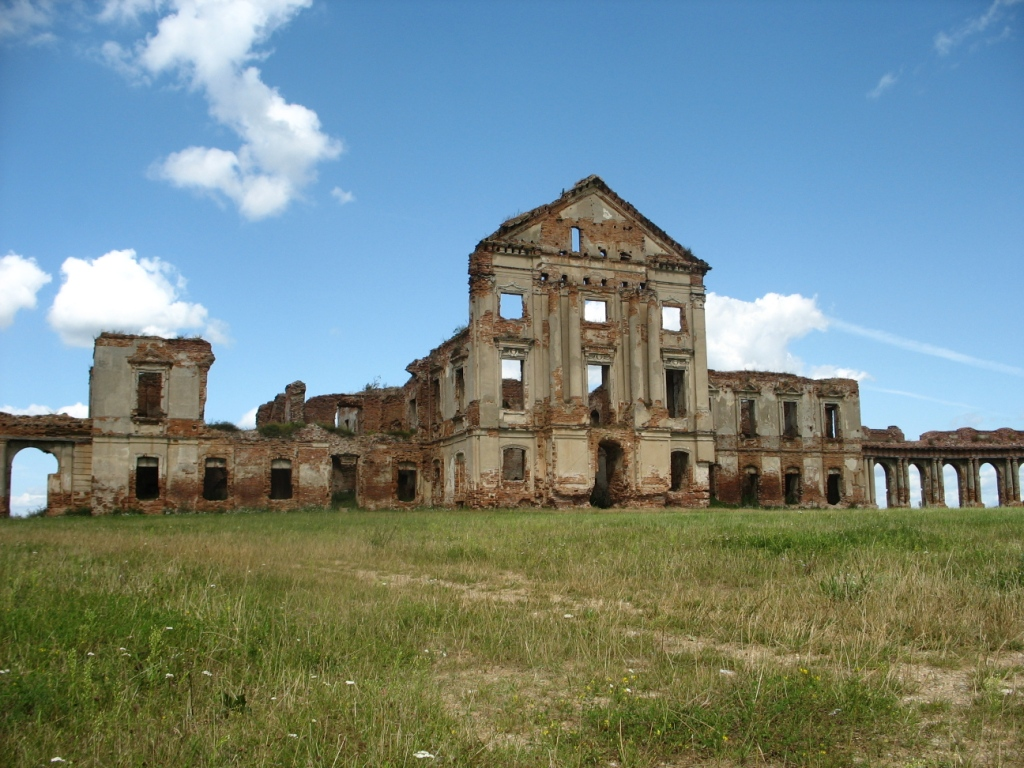
Стан на 2009 р.
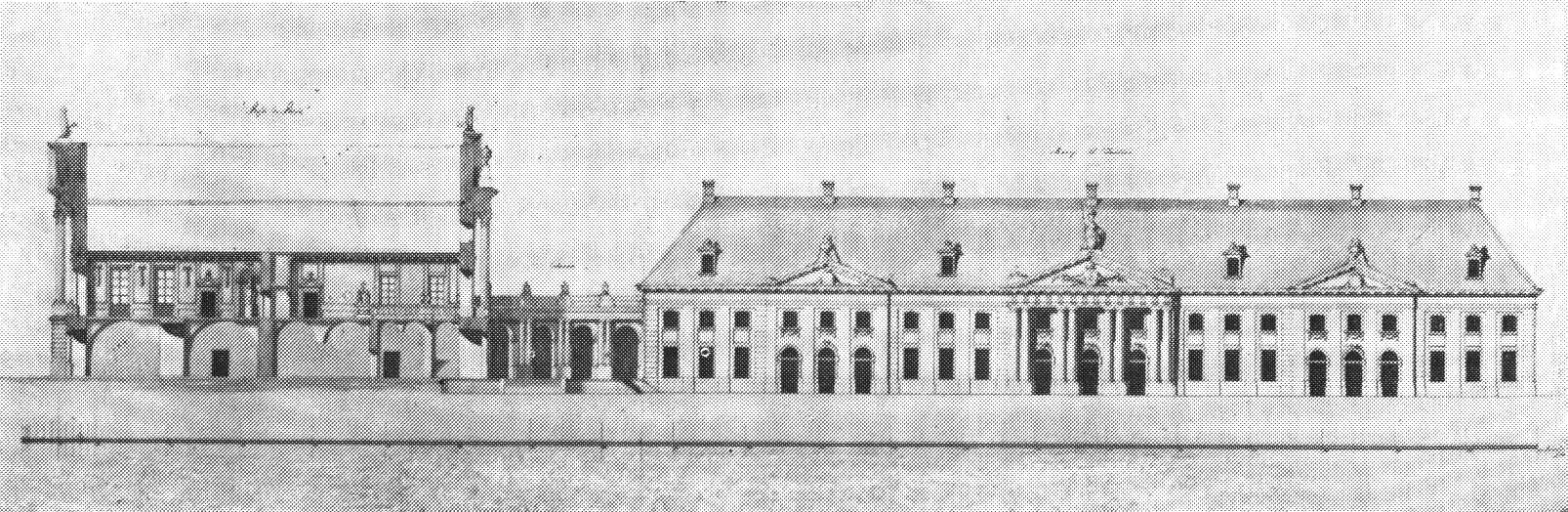
Флігель з театром та манежем, проєкт
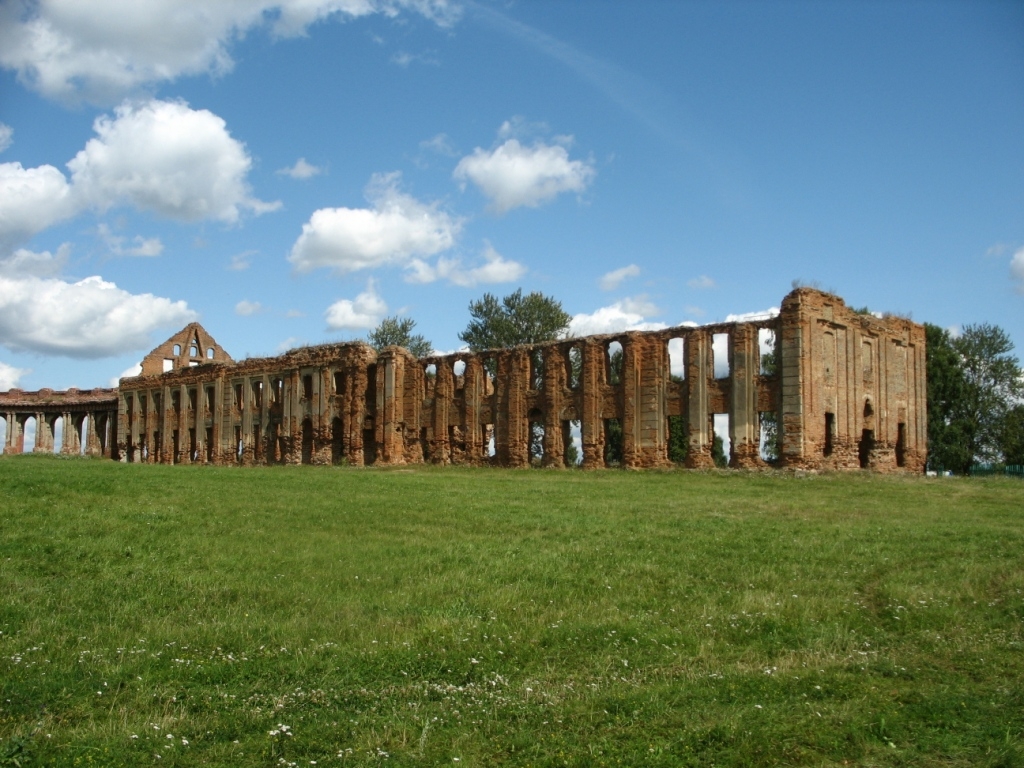
Флігель з театром, стан на 2009 р.
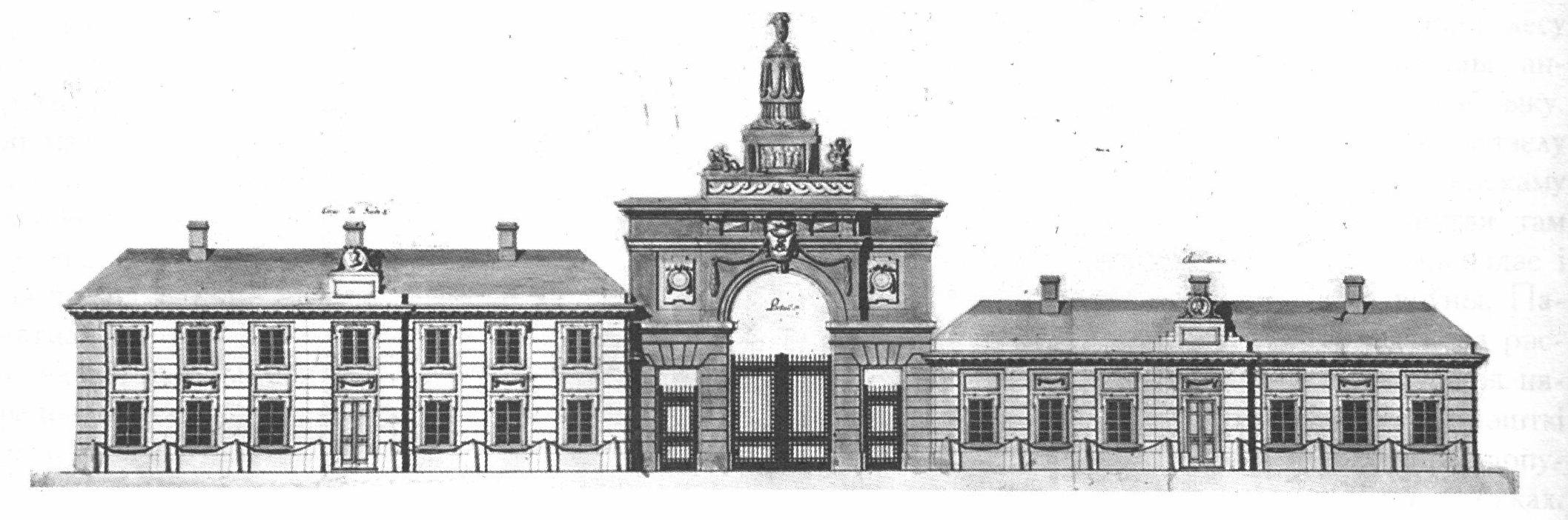
Парадна брама, проєкт
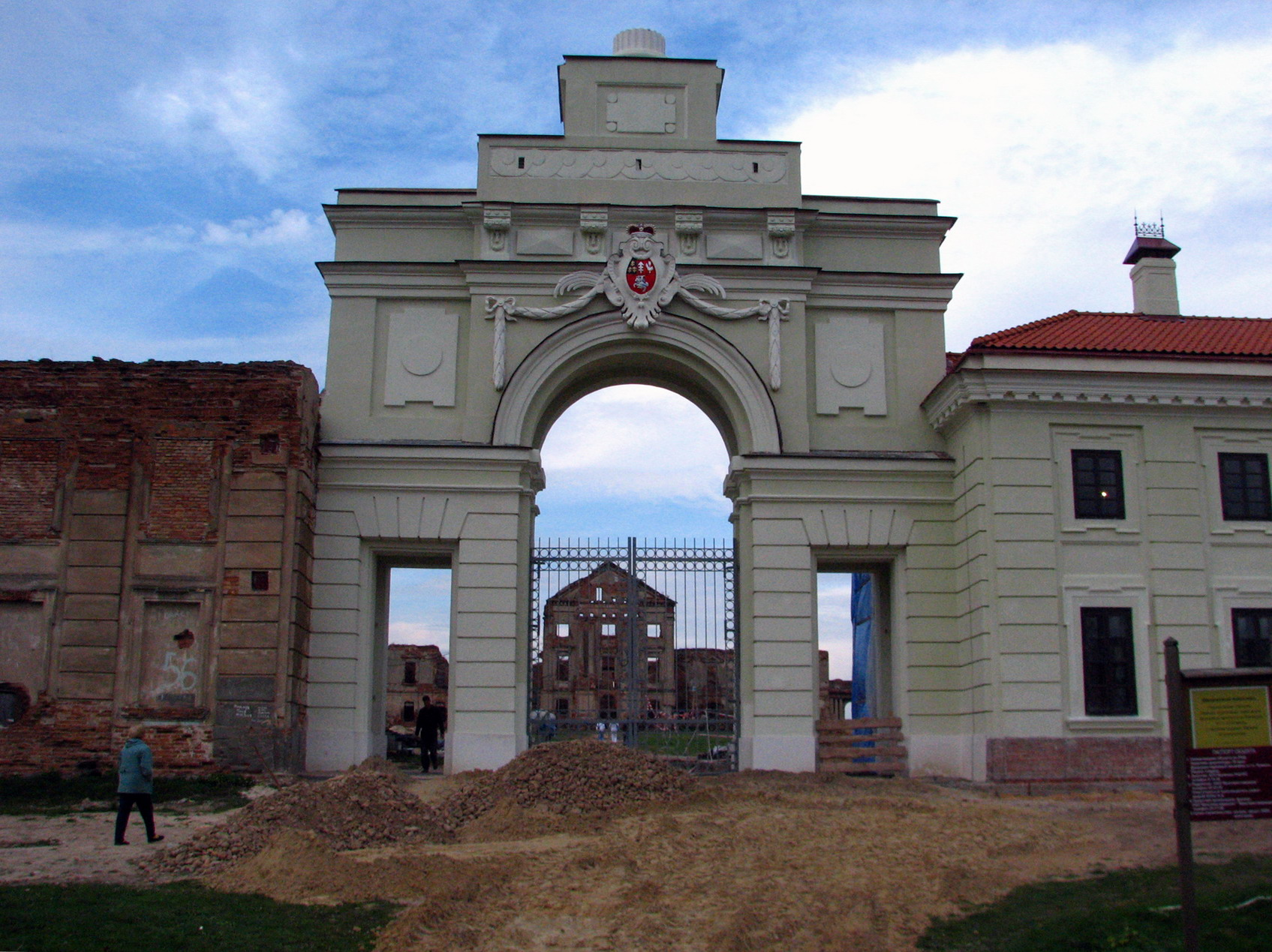
Реставрація брами у 2010 р.
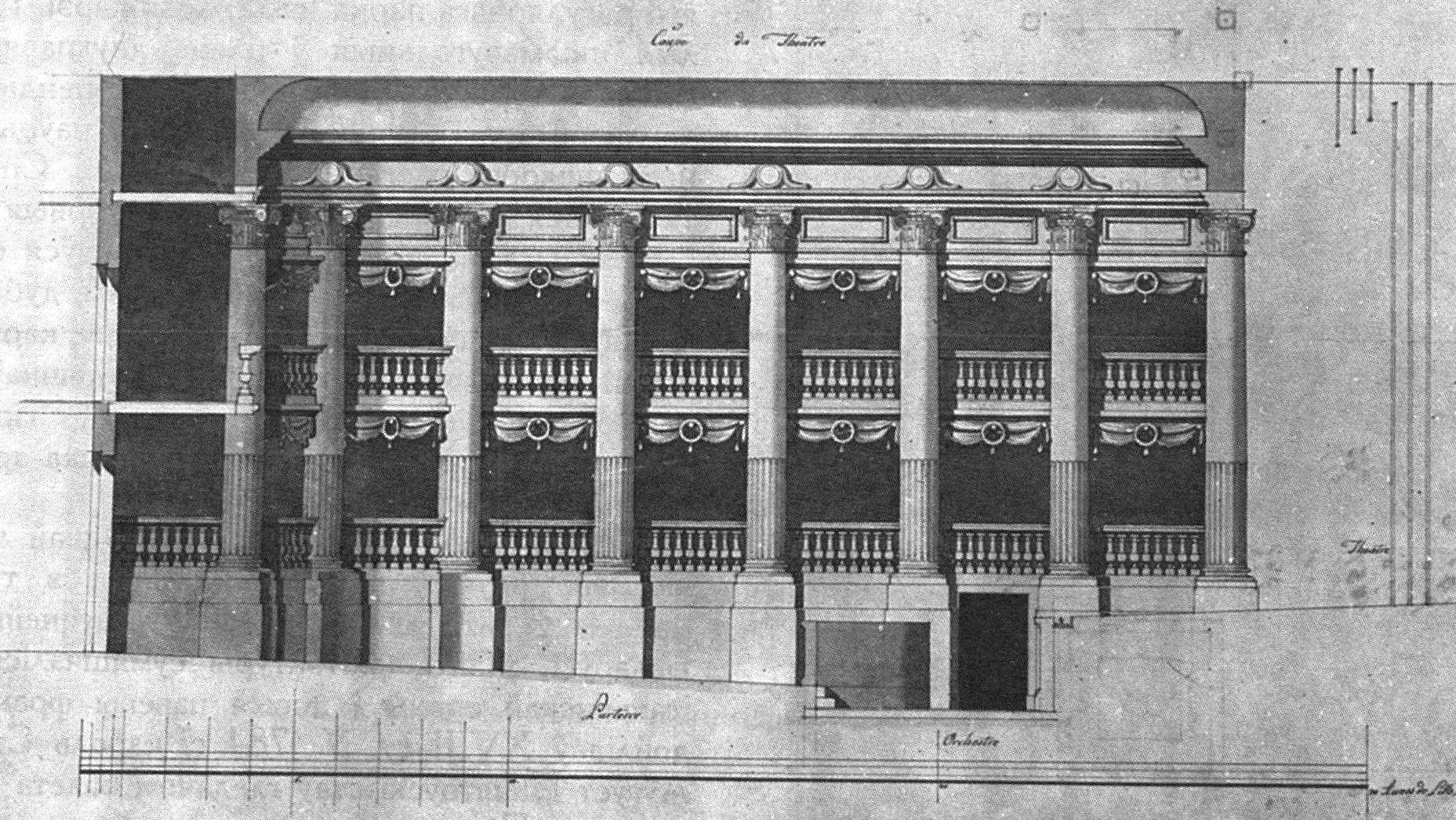
Театральна зала, проєкт
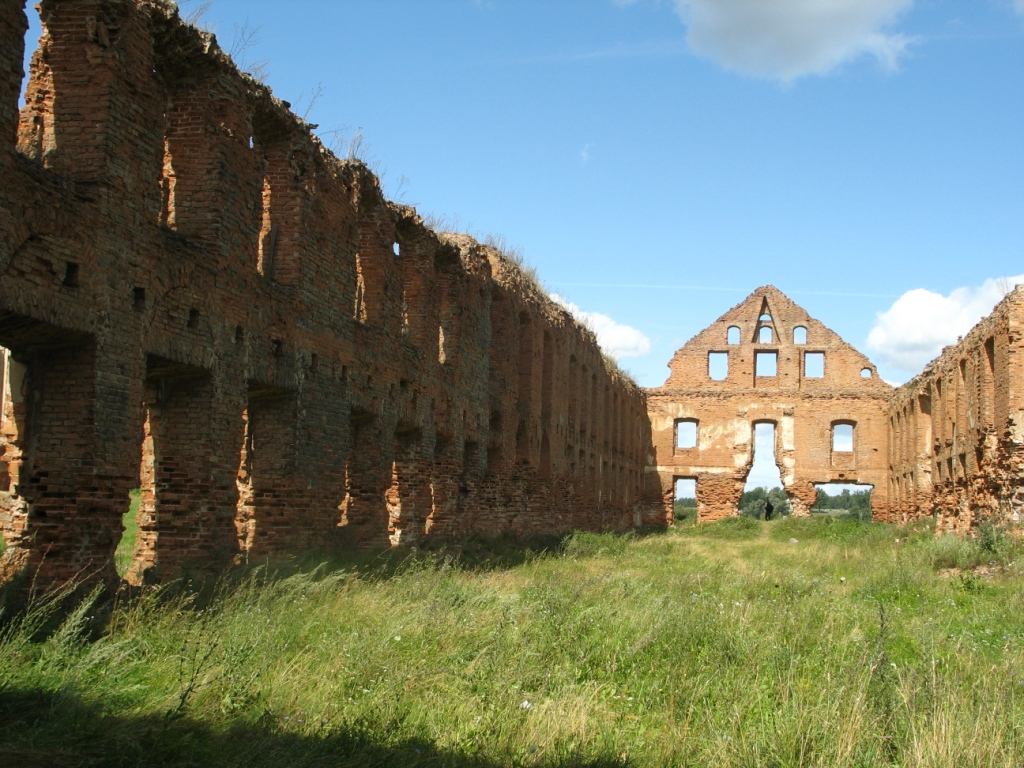
Флігель з театром, внутрішній вигляд на 2009 р.

## Контрасти архітектурної ситуації

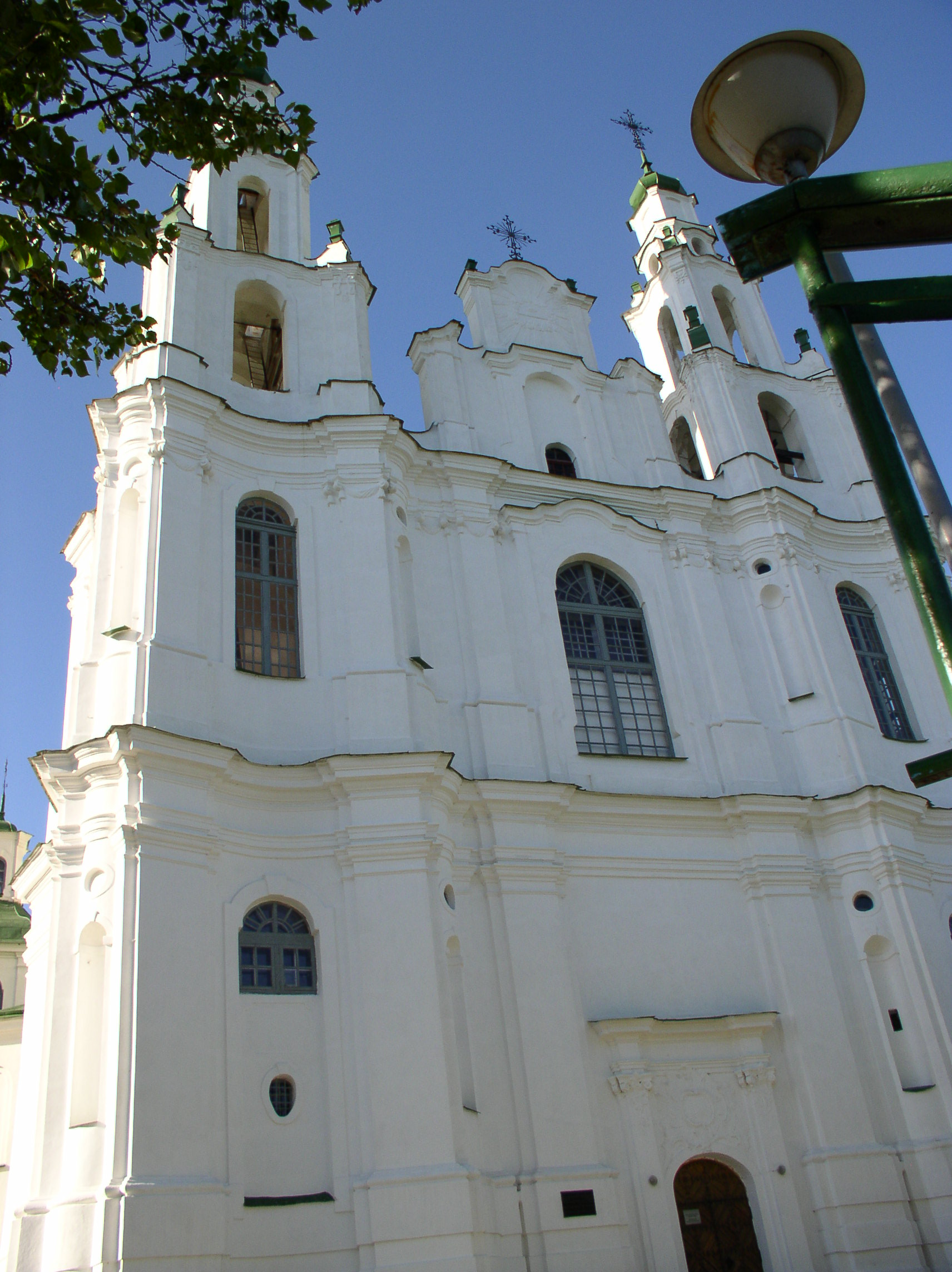
Софійський собор, Полоцьк, відновлення після 2-ї св. війни.

Загалом архітектурна ситуація в Білорусі 17-18 ст. відрізнялась контрастами. Посилення полонізації та позицій католицизму вивело на перший план будівництво костелів та монастирів, в світській архітектурі — палаців магнатів. Бароко країни переходить в зрілу фазу розвитку.
В сакральній архітектурі набуває поширення костел з двома вежами на західному фасаді, стіни прикрашають ніші та пілястри. Показовою була перебудова давньоруського собору у Полоцьку в розкішний бароковий собор центральноєвропейського зразка — дві вежі з бароковими дахами, бароковий фронтон і пілястри на фасадах, каплиці з боків, архітектурний вівтар. Складні архітектурні плани не використовували, своєрідним винятком стала церква-ротонда Різдва Богородиці у Чечерську (1787 р., руїна).
В містах також будують світські споруди — ратуші, корчми, млини, лазні, цехові будинки. Набули поширення приватні міста-фортеці на зразок великих латифундій, де запровадили регулярне розпланування (Слуцьк, Несвіж, Бихів). Використання нетривких будівельних матеріалів та війни не сприяли збереженню більшості з них. Збереглися хіба що кам'яні ратуші, що мали теж оборонний характер. Північна війна 1700—1721 рр. взагалі спричинила зупинку будівництва.
Пересічна міська забудова була надзвичайно близька до сільської і сильно контрастувала з магнатськими резиденціями, де працювали провідні архітектори доби і використовувались новітні будівельні рішення та технології. Міста Білорусі спочатку зупиняються в своєму розвитку, а потім занепадають.
Сільська архітектура переважно дерев'яна, стріхи — з соломи чи гонту. Не мали поширення і печі з димарями, хати топили «по чорному».
Лише в другій половині 18 ст. в деяких містах та латифундіях запроваджують мануфактури, а поряд — робітничі селища з регулярним розплануванням і надзвичайно спрощеною, типовою архітектурою.
Особливе значення ці процеси набули у Гродно, де були королівські мануфактури Речі Посполитої. Литовський підскарбій Тизенгауз провів подібні нововведення спочатку в своїй садибі у Поставах. В садибі побудували ринок під дахом, млини, школу, суконну та паперову фабрики, житлові будинки для працівників. А потім — дійшла черга до Гродно, де вибудували навіть невеликий театр. Селище для працівників мануфактур будували за типовим проєктом з дерева. А фасади, що виходили на вулицю, робили кам'яні. Але у Тизенгауза не вистачило коштів на повне будівництво і його припинили.

## Класицизм

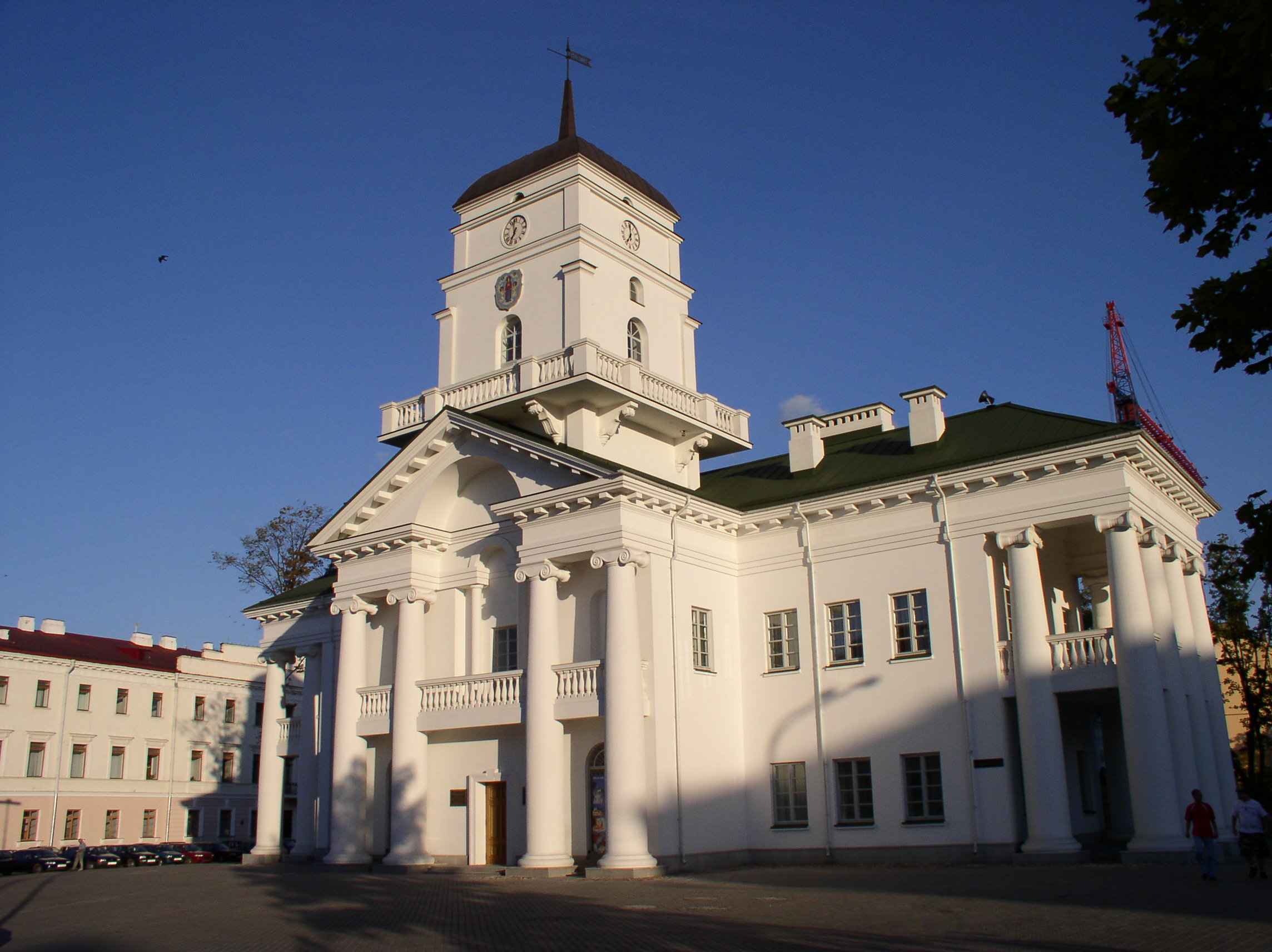
Ратуша в Мінську, архітектор Ф. Крамер, відновлена у 2002—2004 рр.

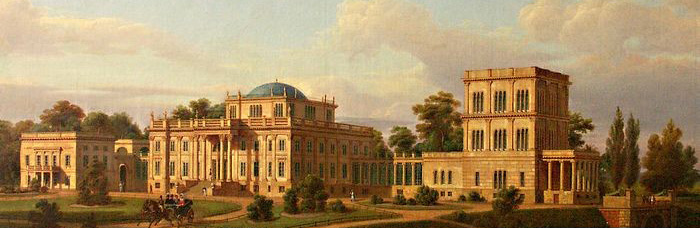
садиба Рум'янцевих-Паскевичів у місті Гомель. 19 ст.

Вже з 2-ї половини 18 ст. в архітектурі починається поворот до новомодного класицизму. В сільських садибах будують спрощені за формами господські палаци — видовжений блок одноповерхової споруди, низка вікон, портик з трикутним фронтоном і обмаль декору. Дахи часто великі, іноді з переломом та мансардними вікнами чи люкарнами, що трохи пом'якшувало аскетичну, занадто провінційну архітектуру і нагадувало залишки бароко. Споруди нагадують подібні в Прибалтиці чи в Західній Україні. Архітектурний образ мало нагадує палаци магнатів, хоча деякі риси класицизму має навіть розкішний ансамбль Ружанського палацу. До цього типу споруд належать — * садиба в Поставах Тизенгауза
- садиба в Запольї
- садиба у Щорсах.

На прикладі садиби Огіньських у Слонімі видно, як змінилася панська оселя, де приділяють увагу комфорту. Палац має значну кількість кімнат, кабінети, власну бібліотеку, картинну галерею, невеликий театр. А сама садиба мала декілька різних за призначенням споруд. Садиба Огіньських зруйнована і збережений лише одноповерховий будиночок в стилі класицизм з простим декором.

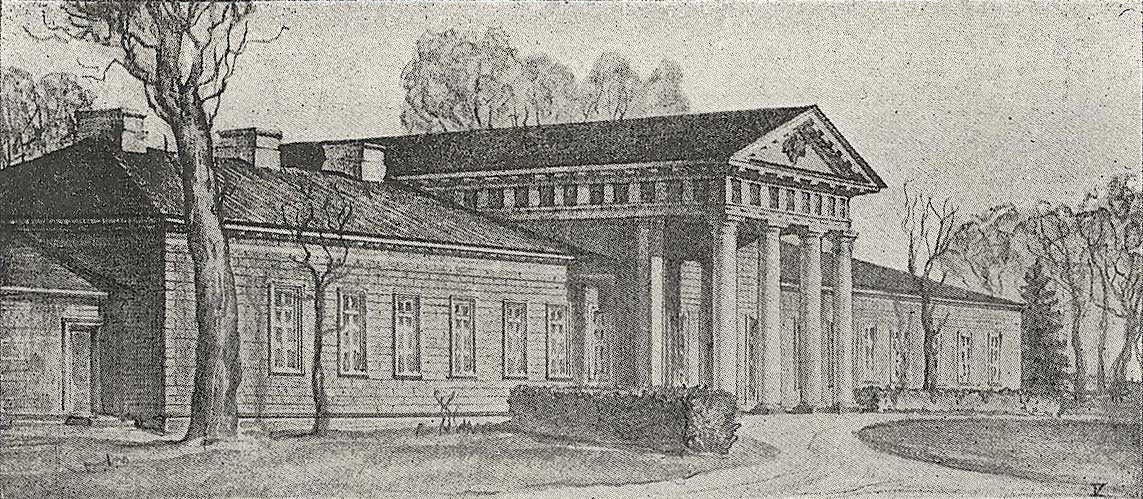
Палац Радзівіллів у Радзівілмонтах
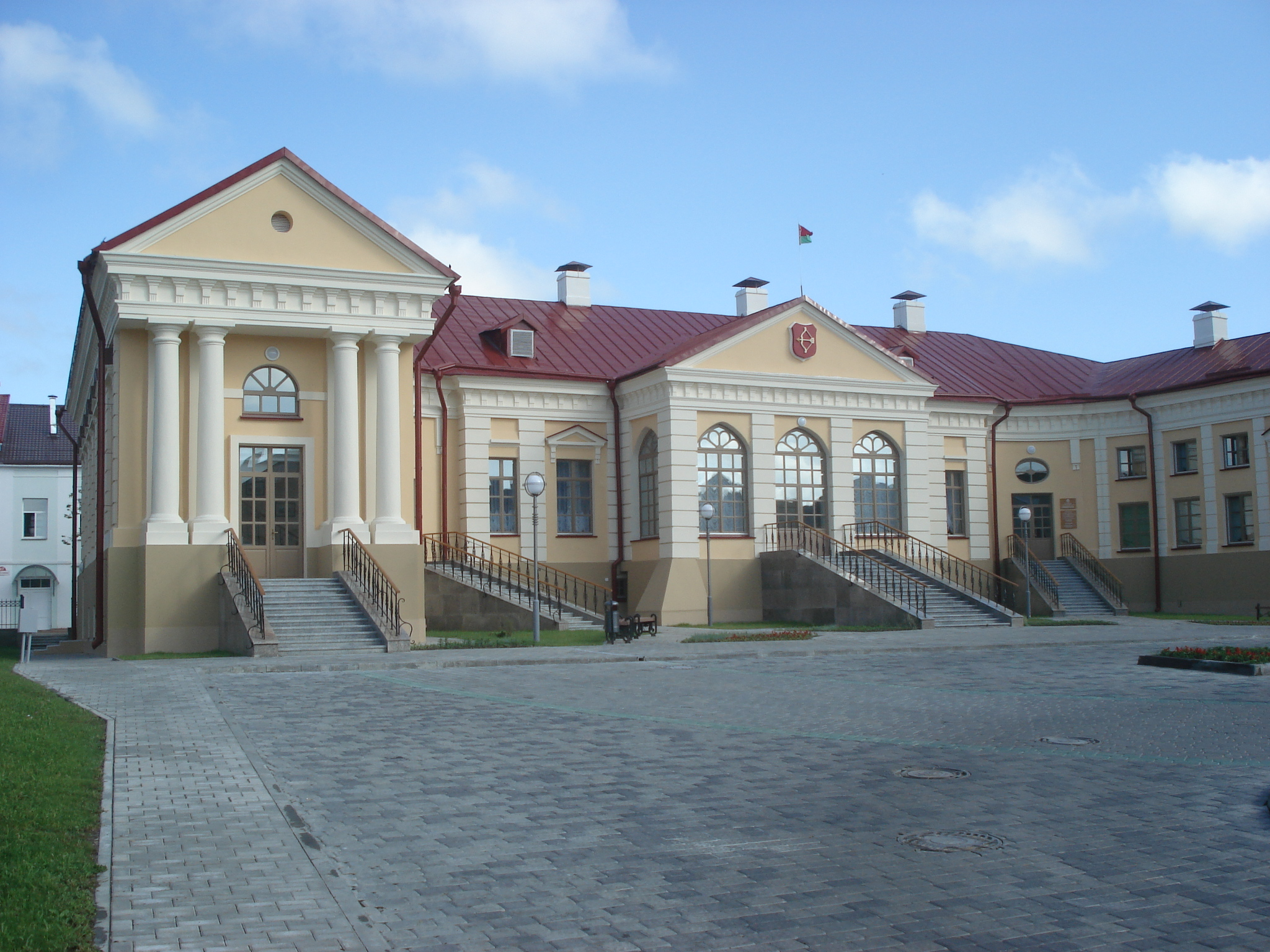
Палац Бутримовичів у місті Пінськ
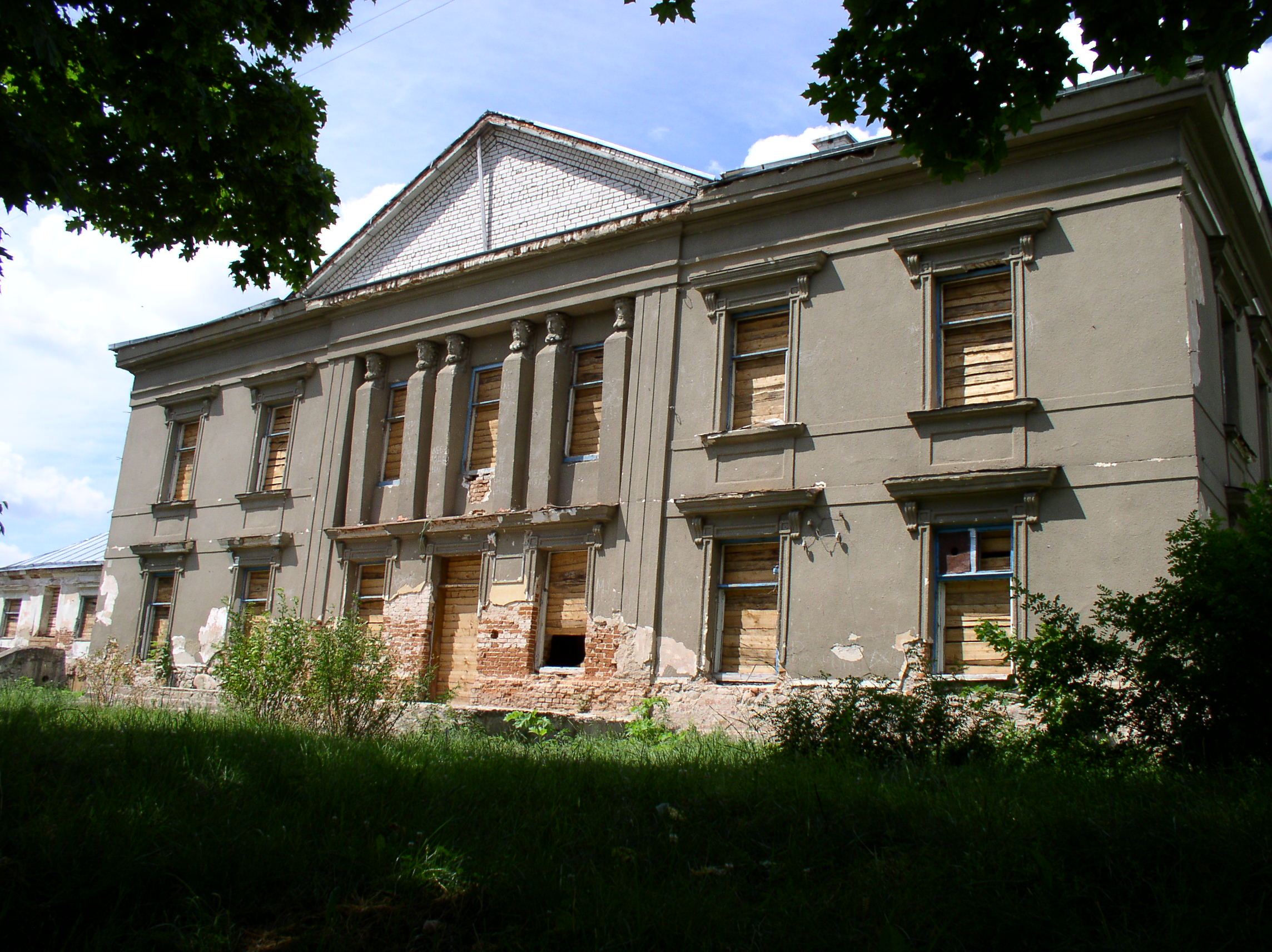
Палац Радзівіллів, Паланецка
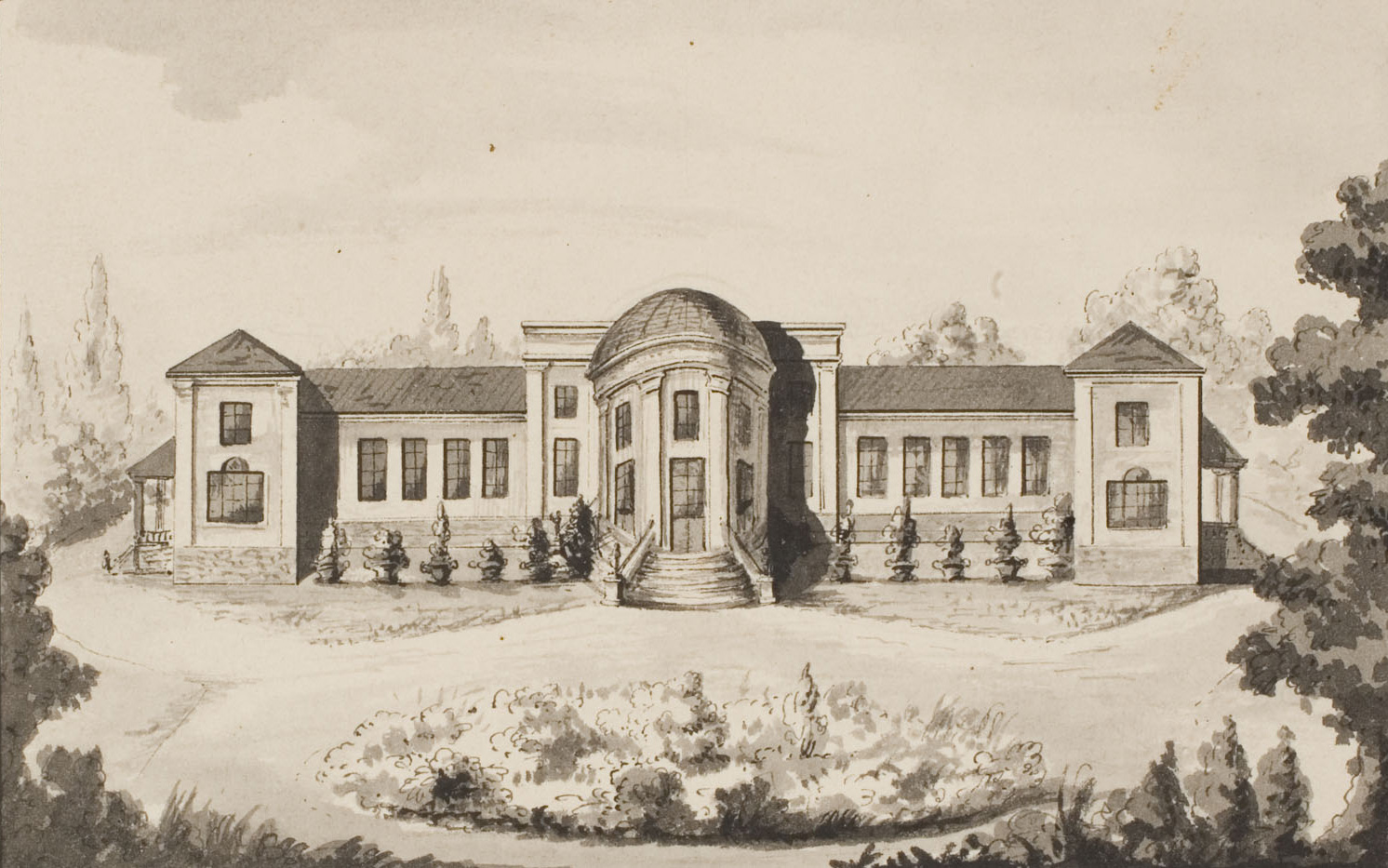
Палац Тишкевичів, Лагойськ, (руїна).

На сільські садибні ансамблі зорієнтований і палац Бутримовичів у місті Пінськ. Столичні зразки палаців Варшави нагадує садиба і палац Воловичів у Святську, Гродненська область, (проєкт архітектора-італійця Джузеппе де Сакко.

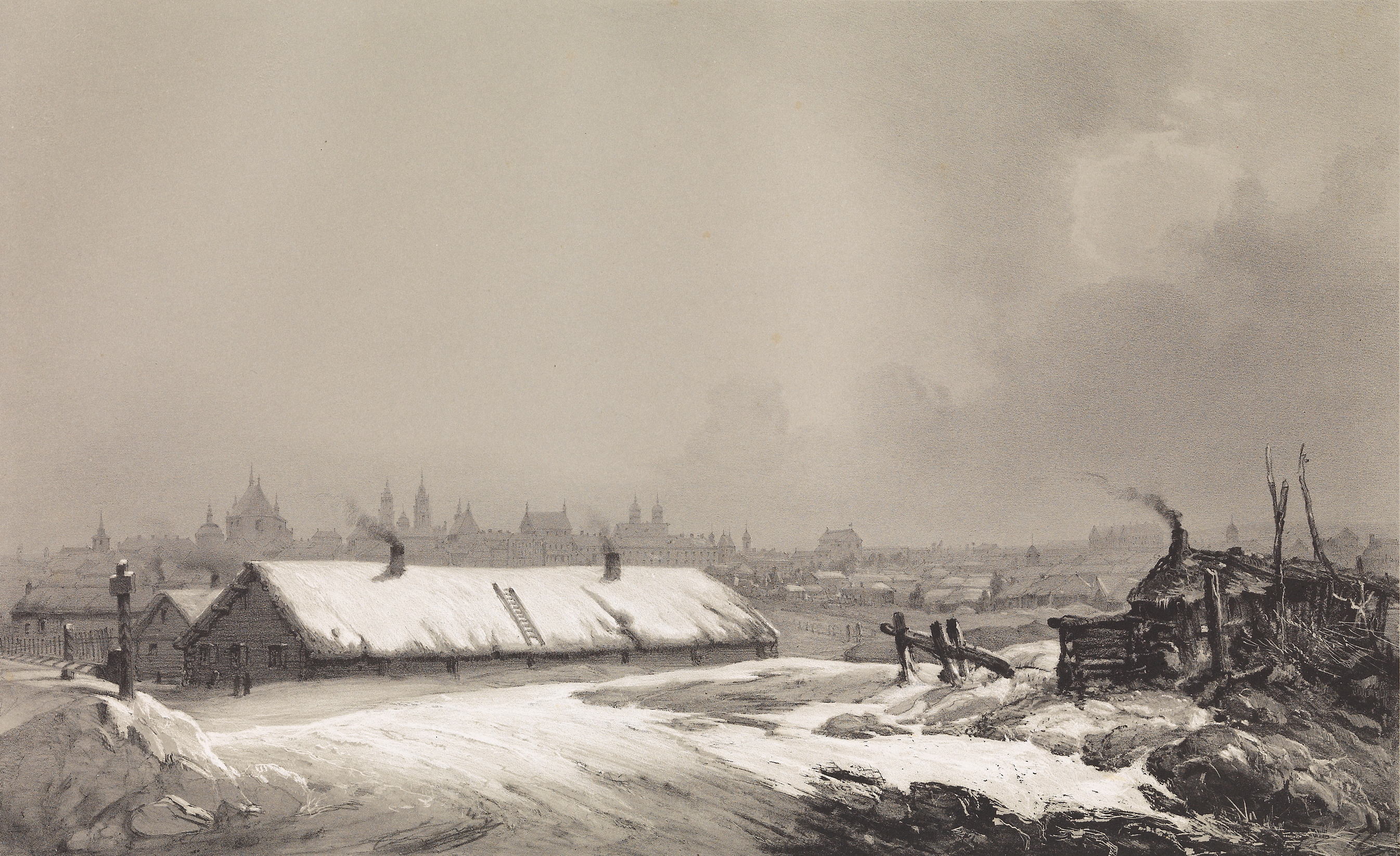
Мінськ у 1840 р.

Зразком розкішної садиби столичного зразка, зорієнтованого на взірці Петербурга, стала садиба Рум'янцевих-Паскевтчів у місті Гомель. Але на тлі маловиразної, пересічної архітектури Білорусі — це швидше унікуми чи винятки.
На добу класицизму прийшлося три розділи Речі Посполитої і частка земель Білорусі Увійшла до складу Російської імперії. Деякі міста Білорусі отримали регулярне розпланування за настановами російського класицизму — Гомель, Вітебськ, Мінськ, Могильов, Пінськ, Брест, Гродно. Типові проєкти казенних споруд реалізовані у Орші, Мстиславі, Могильові, Вітебську. Але пожвавлення в будівництві чи значного покращення архітектурної ситуації в Білорусі це не викликало.

## У 19 ст

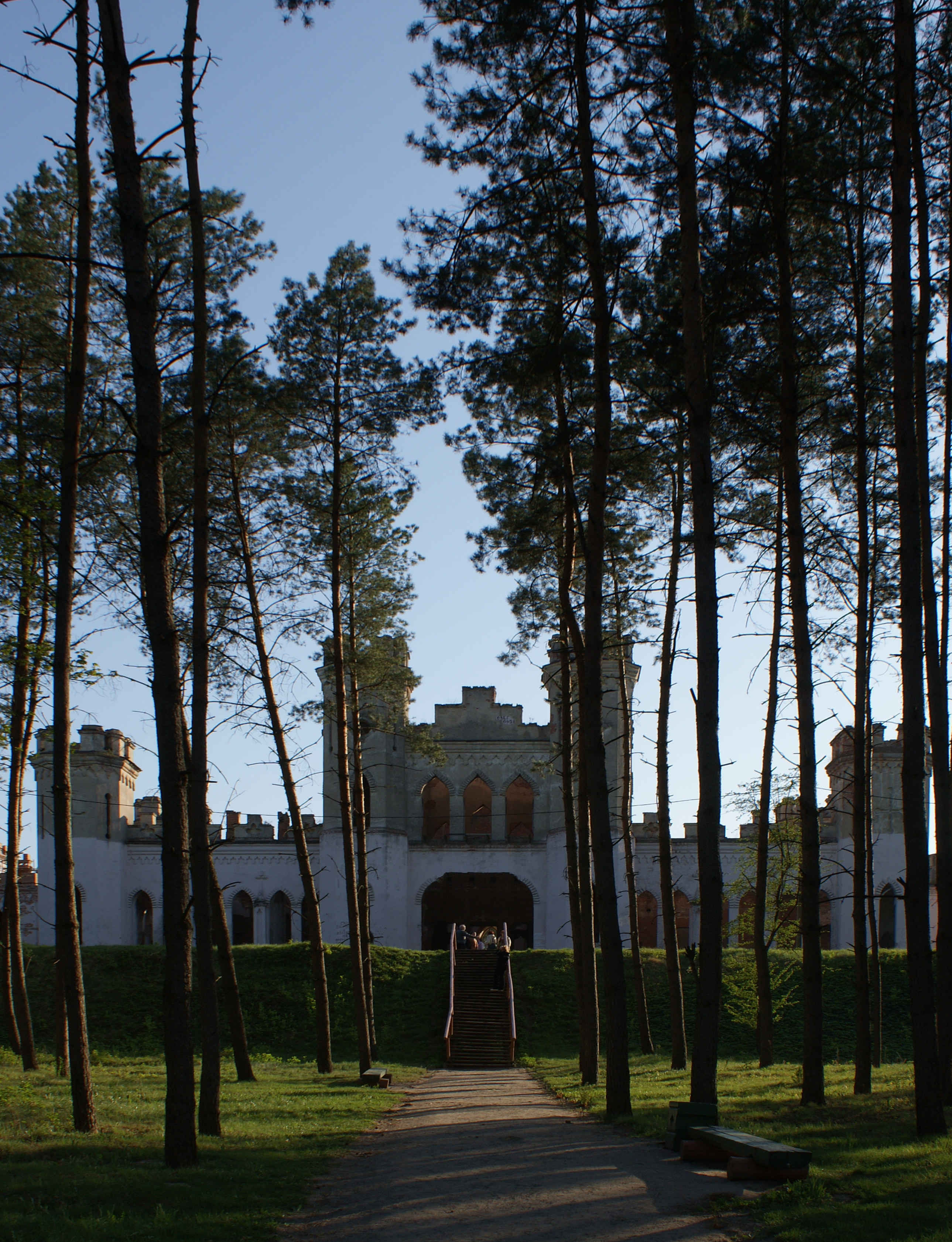
Палац Пусловських, Коссово.

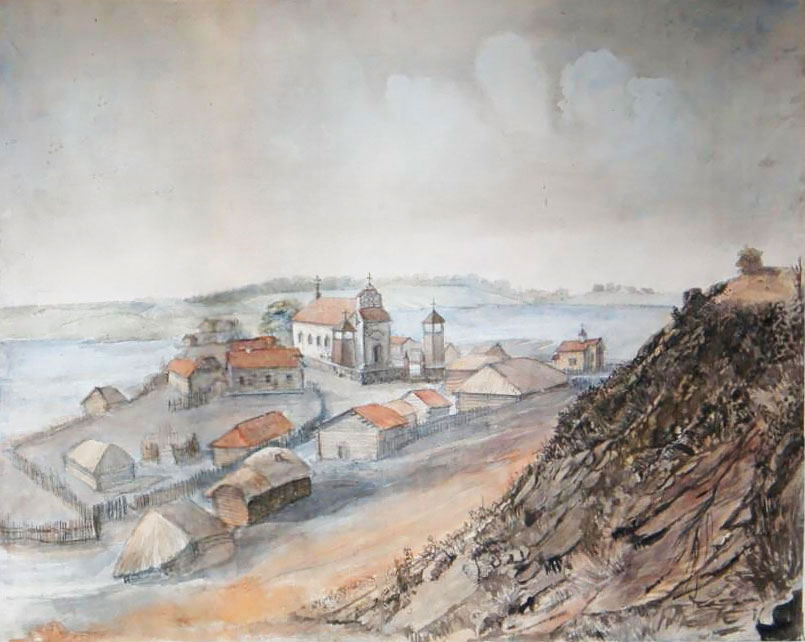
Місто Браслав, 1864 рік.

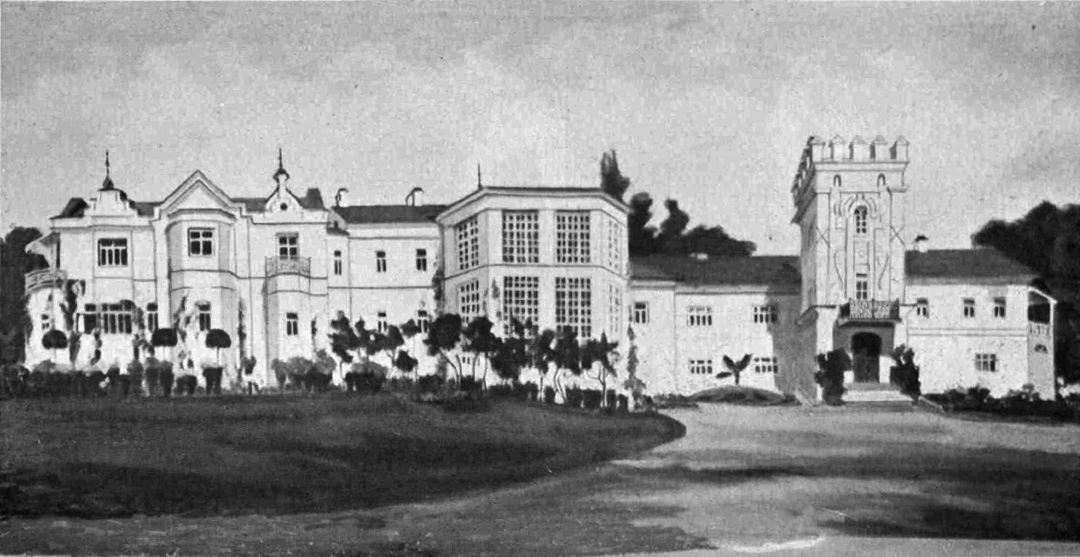
Сміловичі, палац Монюшко, кінець 19 ст.

Уповільнений хід економіки білоруських земель не сприяв значному пожвавленню будівництва в 19 ст. В підросійських регіонах виникає низка адміністративних споруд на кшталт палаців губернаторів, будівель присутніх місць. Мало була зачеплена білоруська архітектура і ідеями романтизму чи модерну. Зацікавленість викликав стиль неоготика, частково через моду, що йшла з Західної Європи, частково через відсилання до власної історії доби середньовіччя. До найкращих, але поодиноких зразків стилю неоготика в Білорусі належать палац Пусловських у Коссово, декілька костелів у дрібних містах Білорусі та костел-усипальня Лопатинських (Сар'я, Вітебська обл., нині Свято-Успенська церква, 1851 — 1857 рр.). Історичні стилі дещо затримались в Білорусі, свідоцтвом чого стало будівництво церкви Симона та Олени у Мінську в неороманському стилі (1905—1910 рр.).
Якщо будівельна технологія мала прогресивний розвиток (використання нових будматеріалів — чавун, бетон, прокатне залізо), то в стилістиці архітектури помітний естетичний занепад, характерний для тогочасних міст Російської імперії та Європи.

## Неоготика

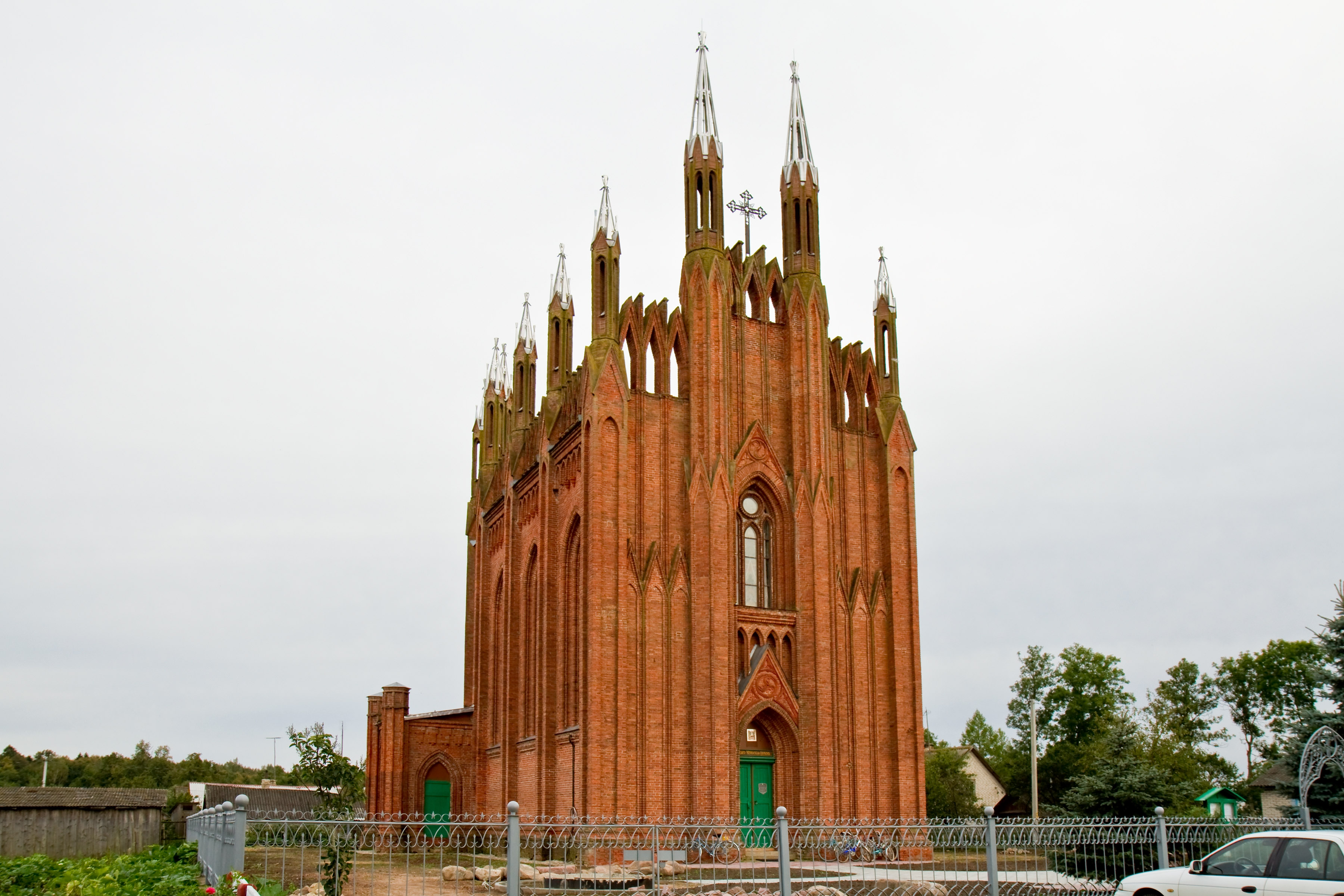
Церква Успіння Пресвятої Богродиці, 1852—1857 рр. Сар'я, Вітебська область.

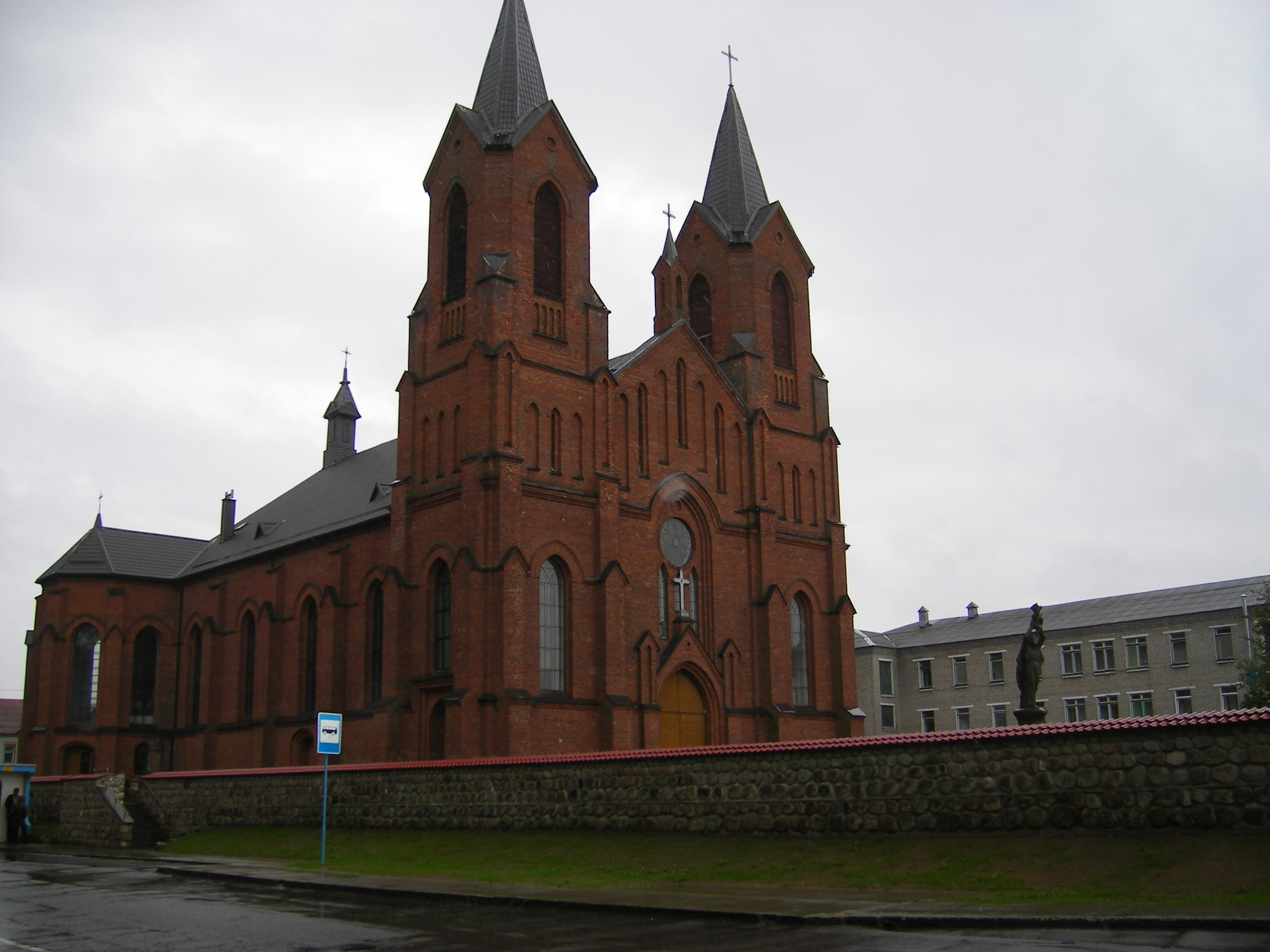
Костел Вознесіння Діви Марії, 1907 р.
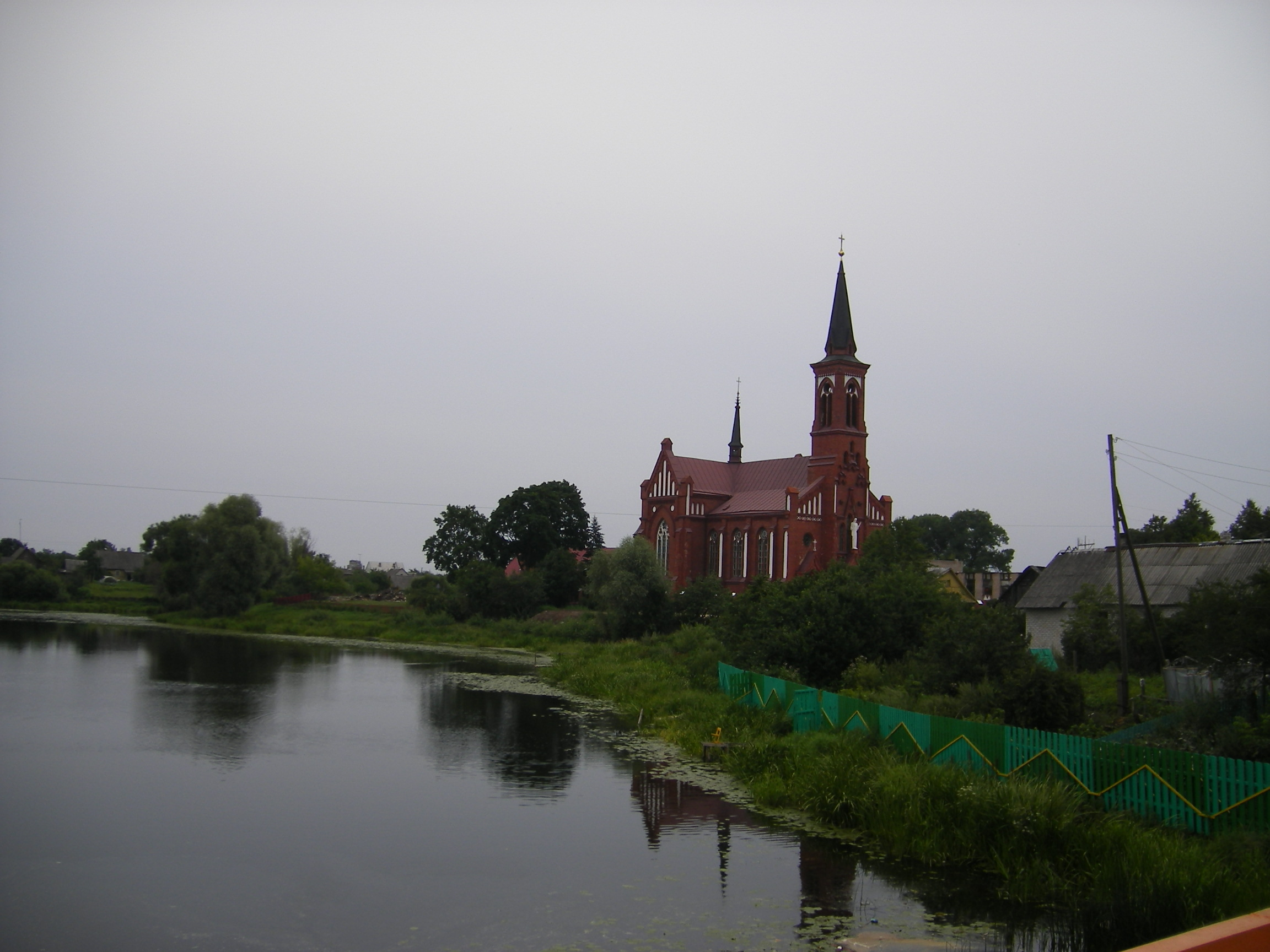
Костел Антонія Падуанського, м. Постави, 1887 р.
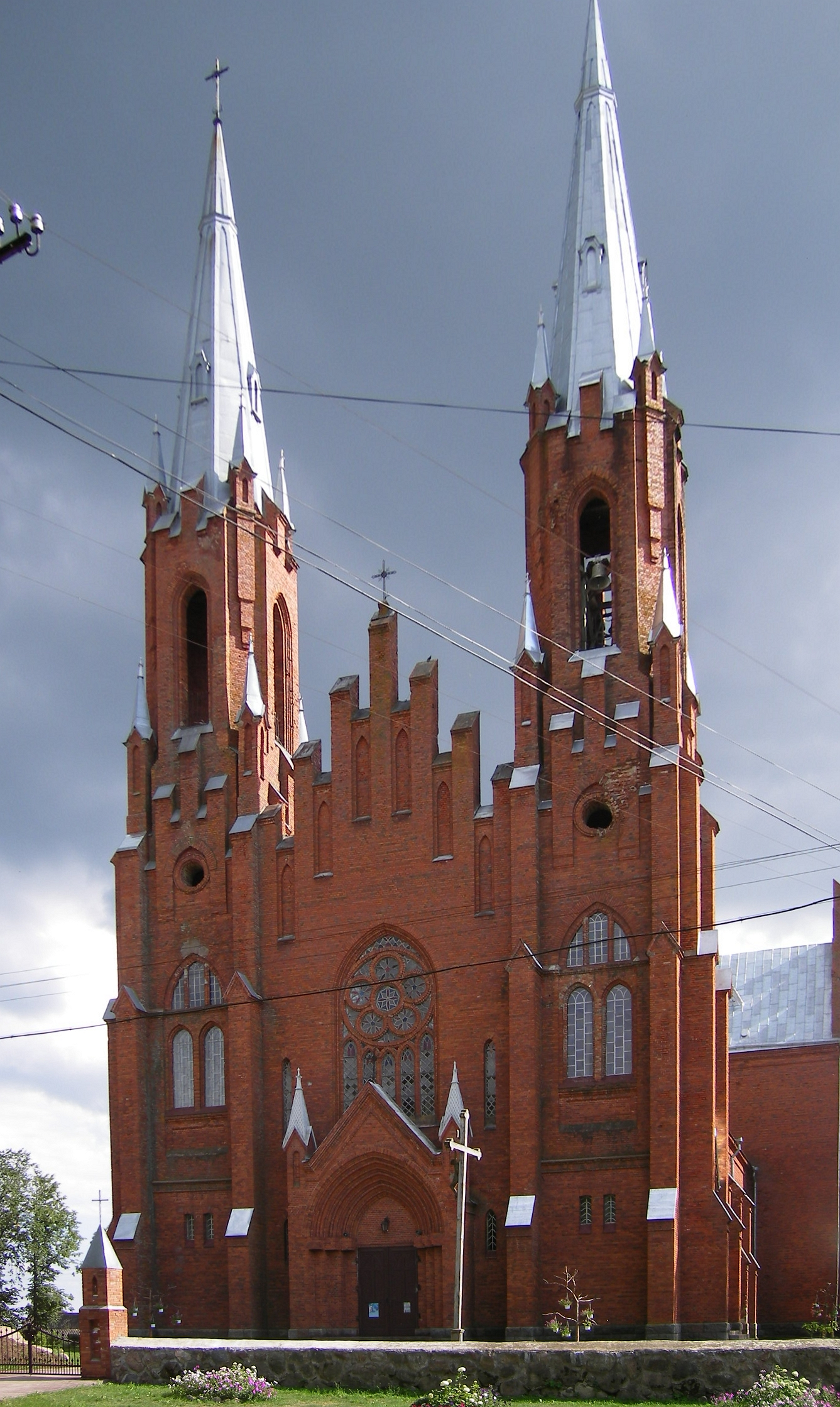
Костел Святої Трійці, м. Видзі
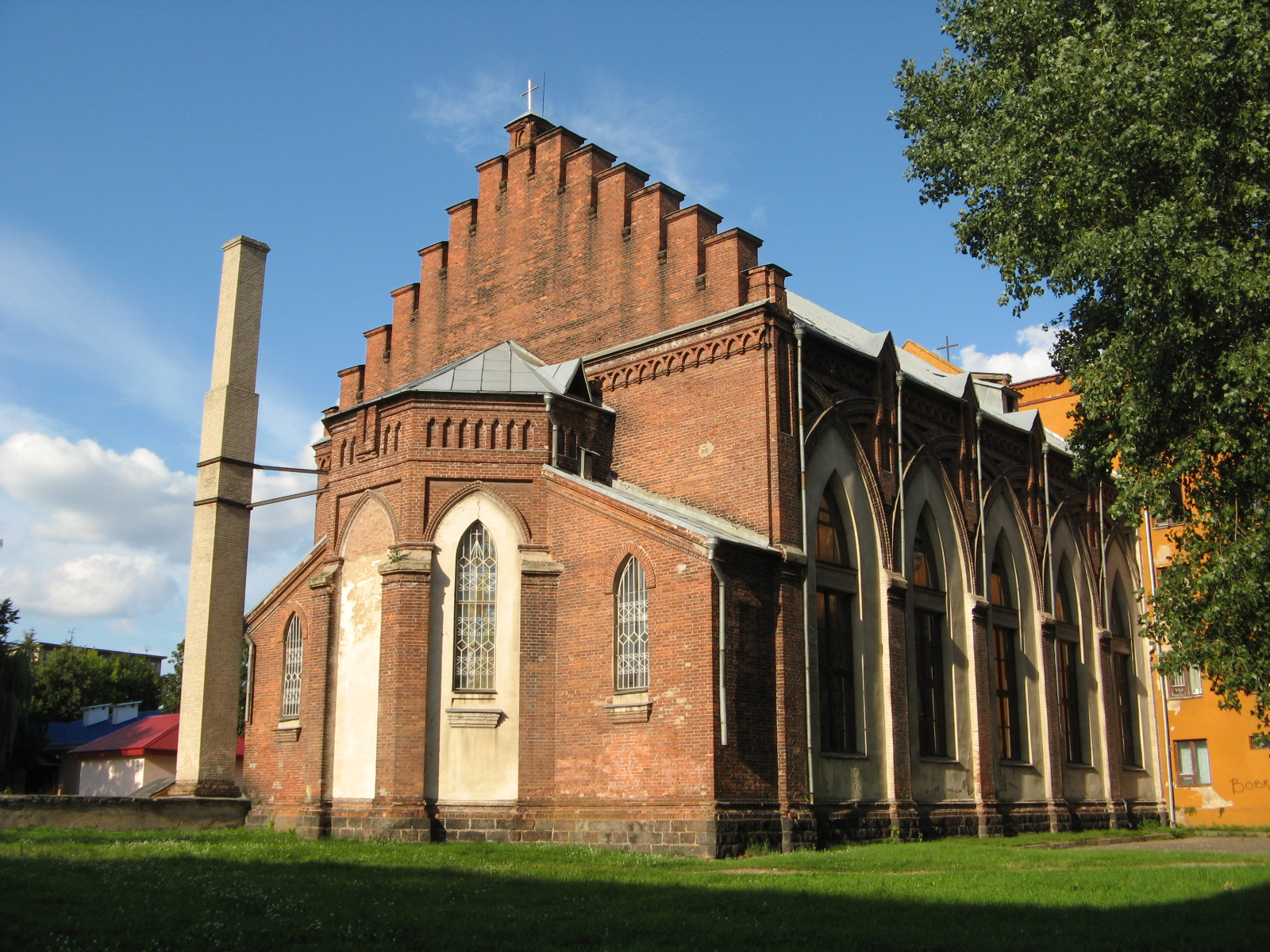
Костел Непорочного Зачаття Діви Марії, м. Бобруйськ

## 20 століття
В повоєнні роки після 2-ї світової війни архітектура Білорусі розвивалась в руслі сталінського класицизму, пізніше в спрощеному стилі функціоналізму.

Академія наук Білорусі, Мінськ
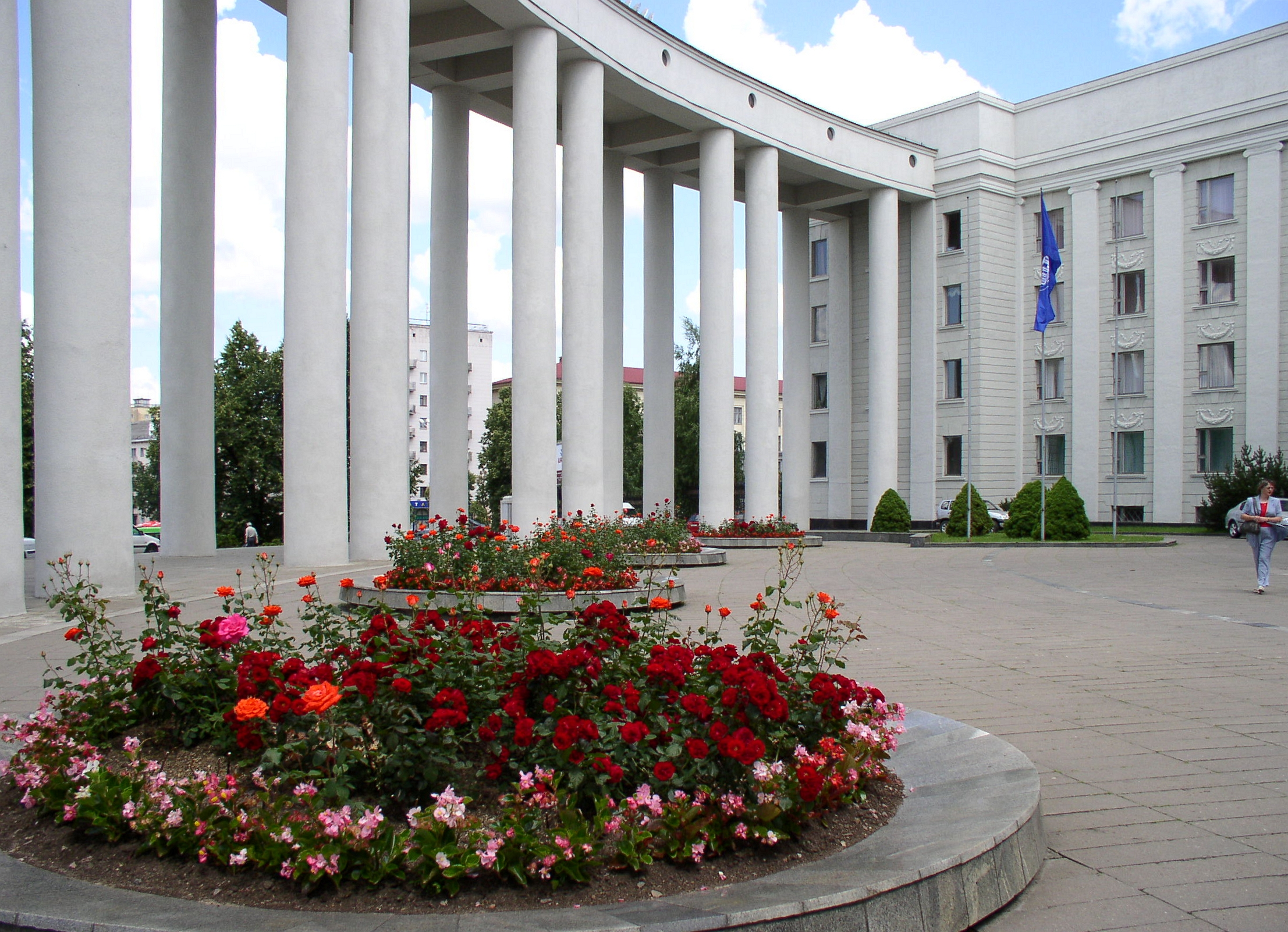
Дворик Академії наук Білорусі
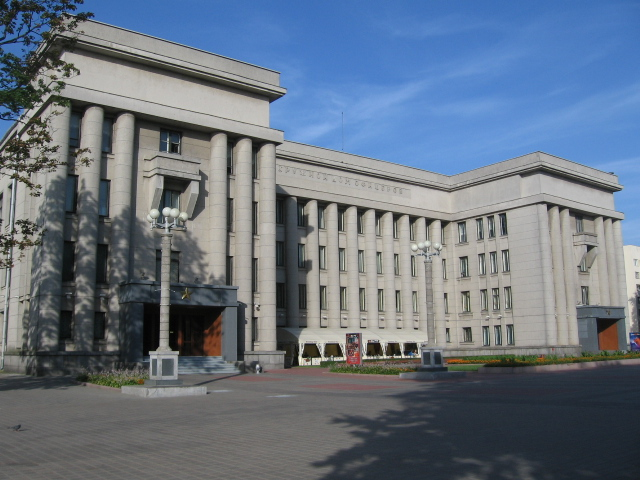
Будинок офіцерів, Мінськ
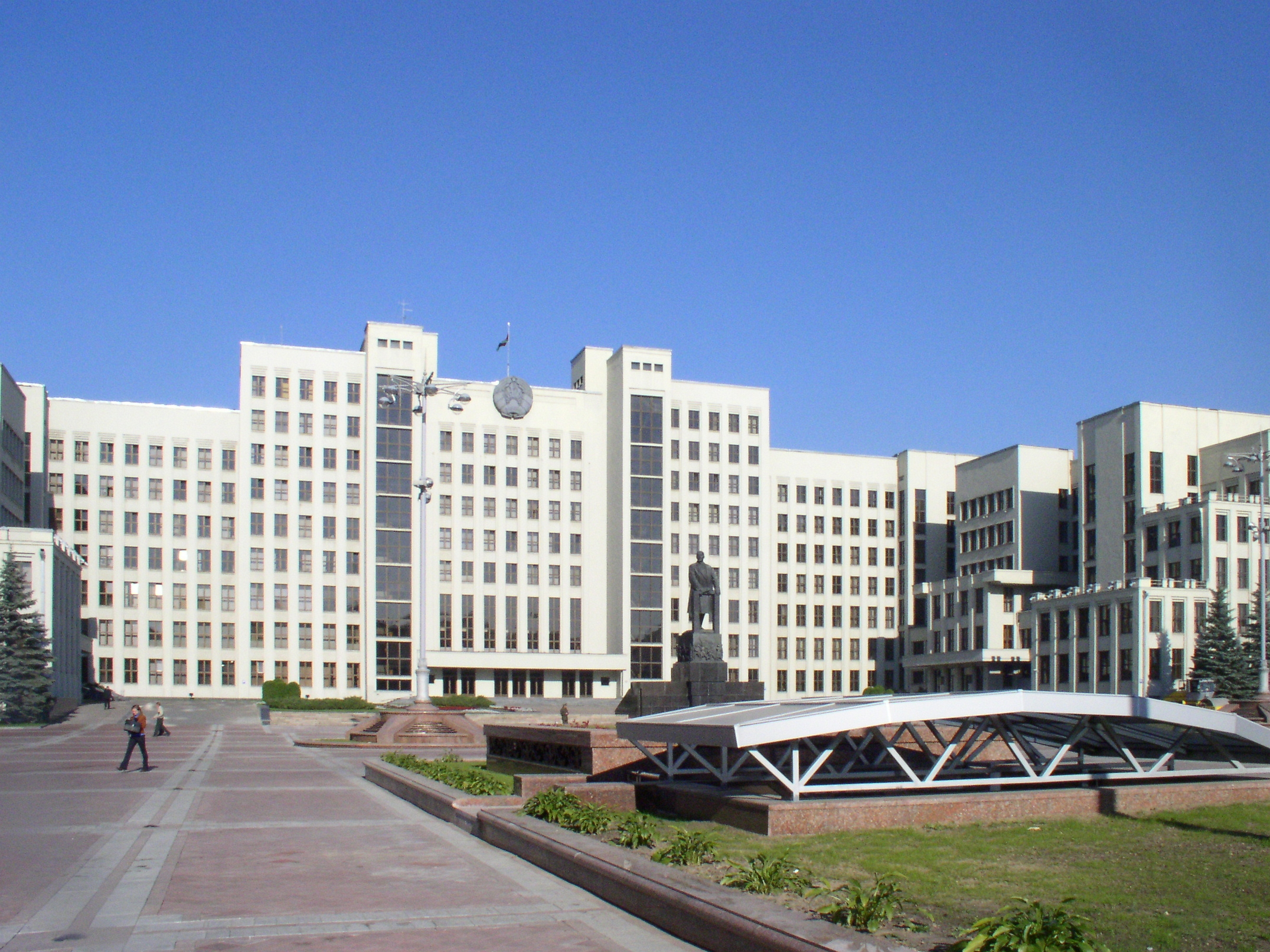
Площа Незалежності, Мінськ
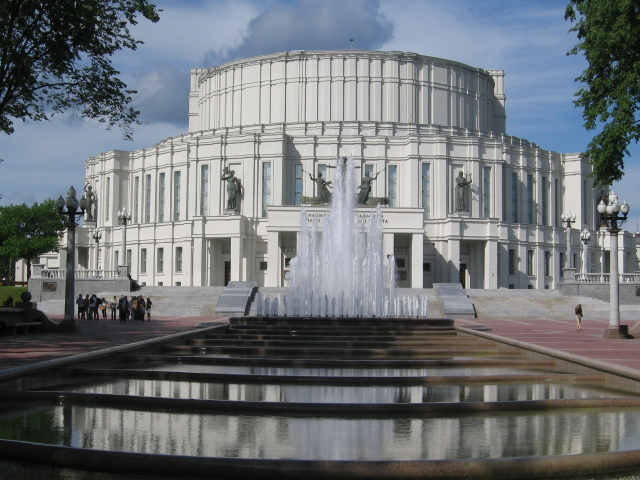
Театр опери і балету, Мінськ

## 21 століття

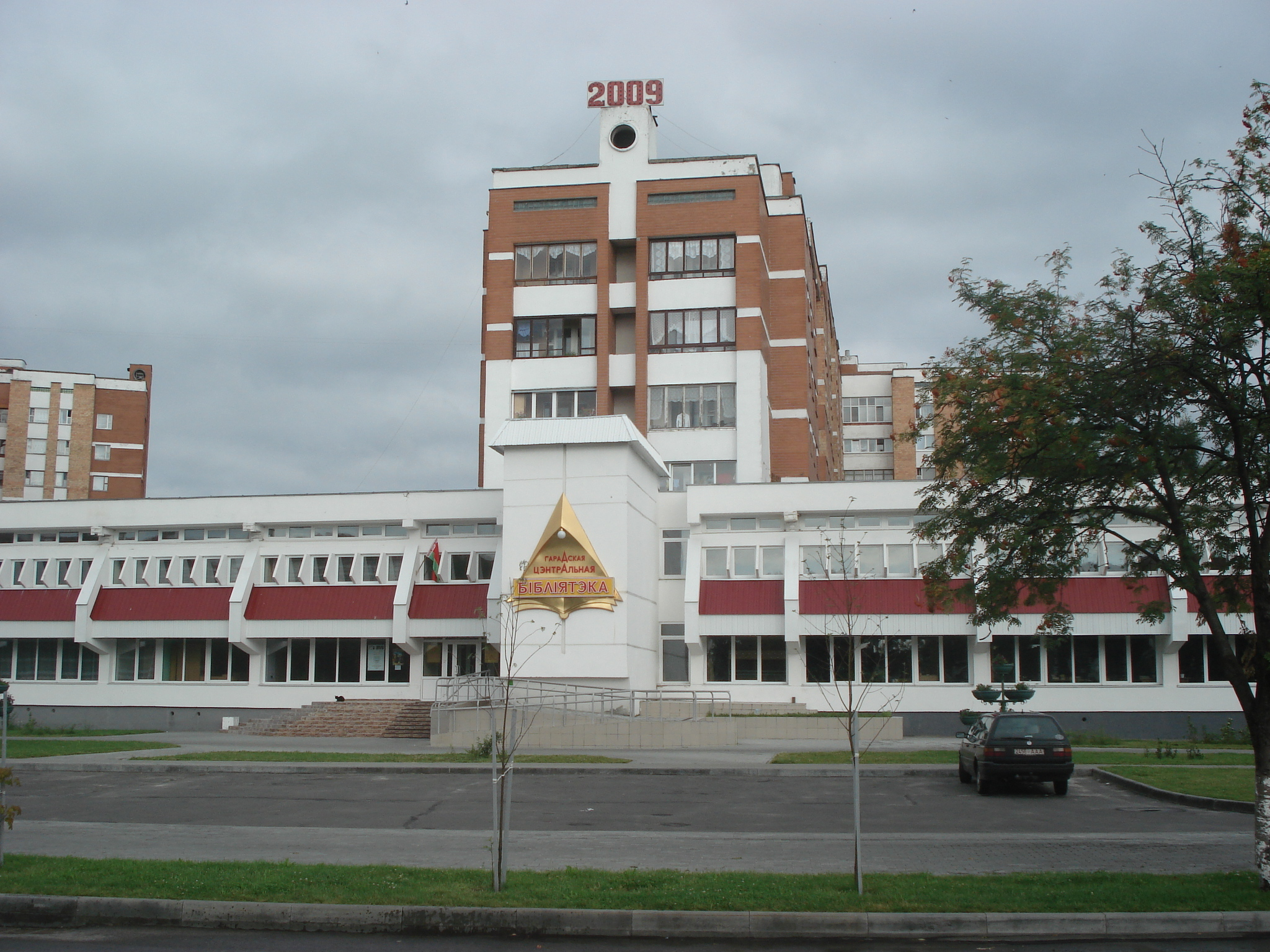
м. Пінськ, забудова навколо Дитячої бібліотеки
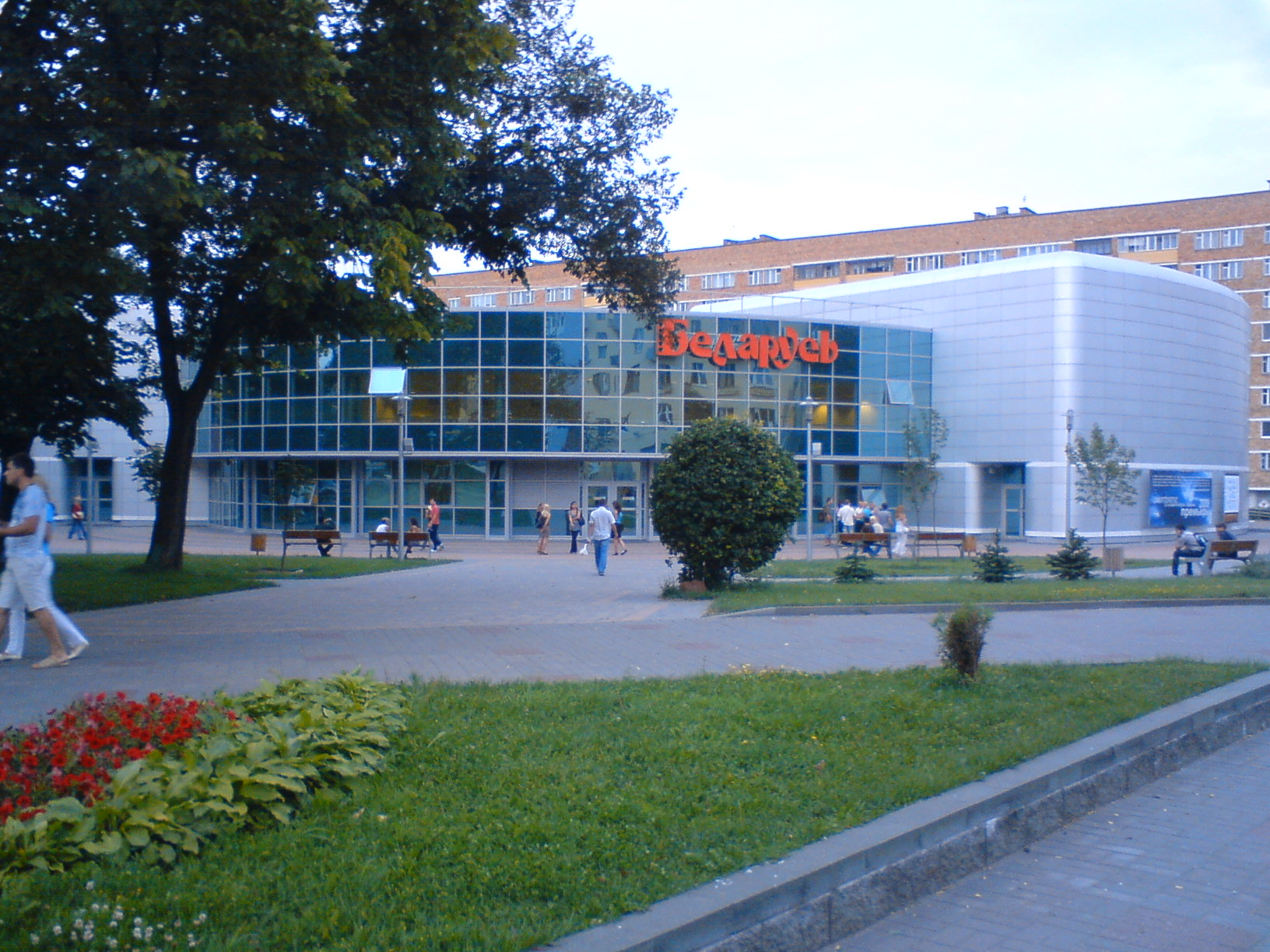
Мінськ, Ювілейна площа
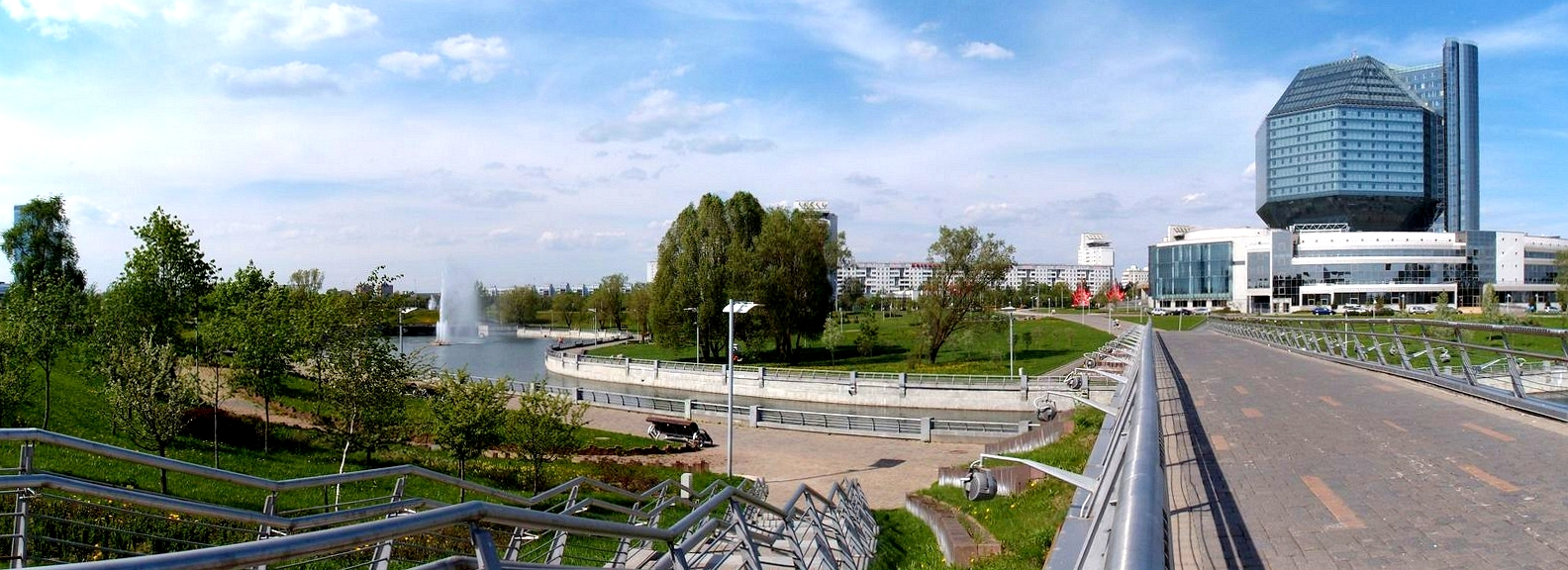
Національна бібліотека Білорусі